# بورتسودان

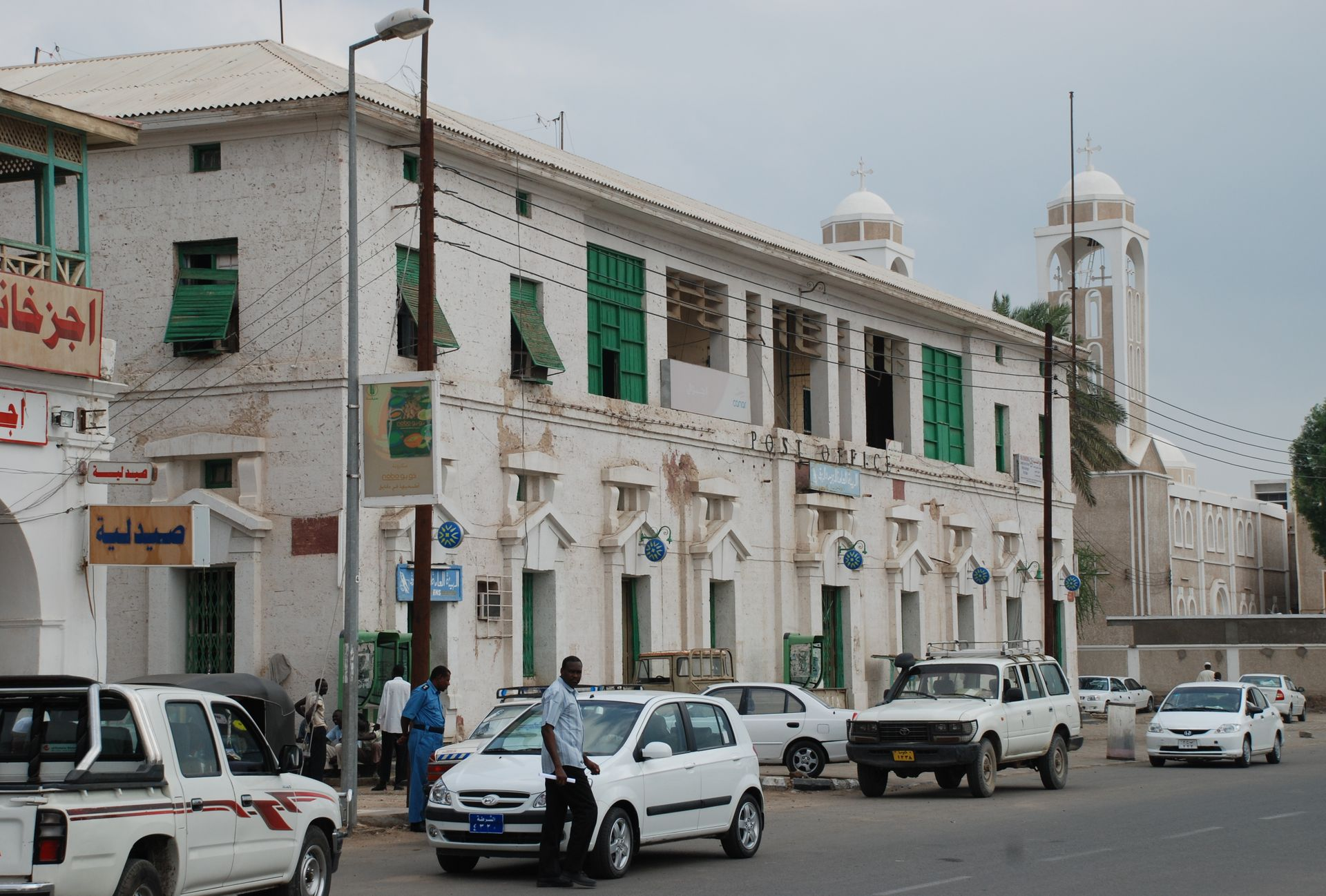
مكتب البريد في بورتسودان

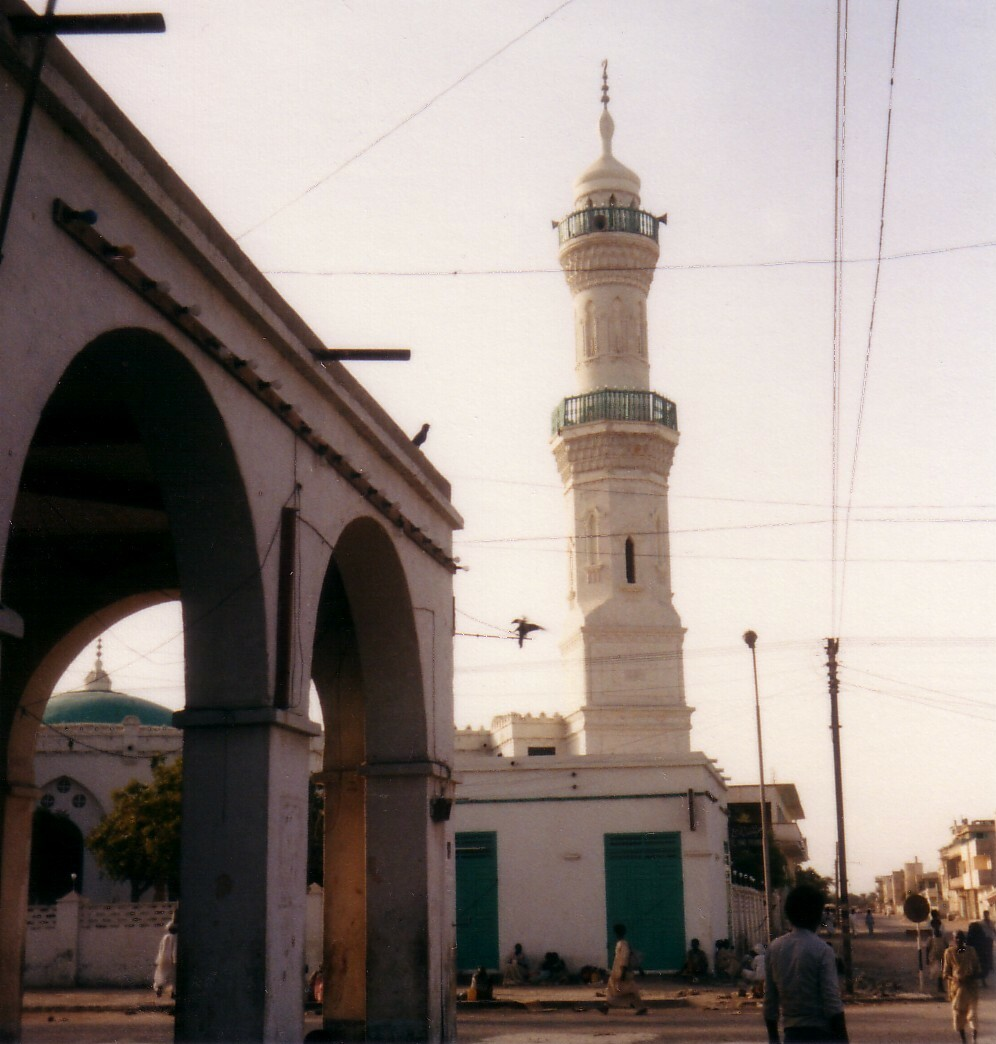
مئذنة في بورتسودان.

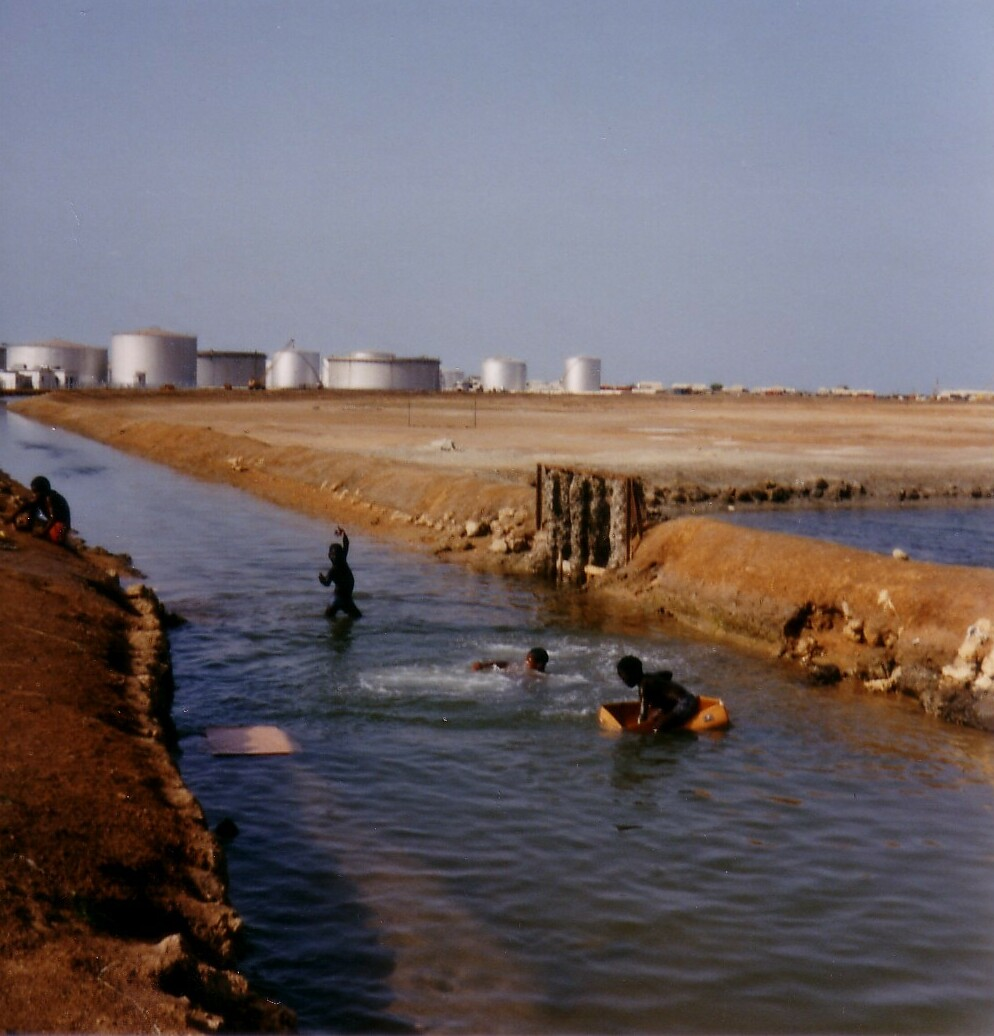
خزانات ملحقة بمصفاة نفط بورتسودان.

بورتسودان مدينة ساحلية تقع شمال شرق السودان على الساحل الغربي للبحر الأحمر على ارتفاع مترين (6.6 قدم) فوق سطح البحر، وتبعد عن العاصمة الخرطوم مسافة 675 كيلومتر ( 419 ميل ). وهي الميناء البحري الرئيسي في السودان وحاضرة ولاية البحر الأحمر السودانية. يصل تعداد السكان فيها إلى 579,942 نسمة (تقديرات عام 2011 م). وهي واحدة من المدن الكبيرة بالسودان وبمنطقة البحر الأحمر، وتعتبر البوابة الشرقية للسودان.

## أصل التسمية
تعرف بورتسودان قبل قيام الحكم الثنائي ببناء ميناء بحري حديث فيها باسم مرسى الشيخ برغوت، وبعد الانتهاء من بناء الميناء تم تغيير الاسم إلى بورتسودان، وهو لفظ إنجليزي «Port Sudan» بمعنى ميناء السودان وتكتب بالحروف العربية  بورتسودان  (بوصل حرف التاء بحرف السين) وتنطق بُورسودان بإغفال التاء. وتجيء التسمية في تناسق مع أسماء غيرها من العديد من المدن المصرية في المنطقة مثل بورسعيد وبور فؤاد وبور توفيق وبعض مدن المستعمرات البريطانية السابقة بورت هاركورت (نيجيريا) وبورت إيلزابيث (جنوب أفريقيا). تُلّقب بورتسودان ببوابة الشرق وثغر السودان الباسم ودرة البحر الأحمر.

## التاريخ

### التاريخ القديم
بدأ تطوير بورتسودان كمدينة حديثة في وقت مبكر من القرن العشرين، في حين يرجع تاريخ إنشاء المدينة كميناء في موقع محمي إلى فترات زمنية أبعد بكثير. ففي أطلس بطليموس الجغرافي (100-175) ق. م ظهرت المدينة باسم ثيو سيتيرون. وقدم الملاح البرتغالي خوان دي كاسترو في سنة 1540 م، وصفا جميلاً لها تحت اسم تراديت الواقعة شمال سواكن. والتي ارتبطت باسم الفقيه الإسلامي الشيخ برغوت (أو بارود). والذي كان مدفوناً في قبة (ضريح) يزورها البحارة والصيادين. وكان المكان كله معروفا أيضا لقرون طويلة باسم مرسى الشيخ برغوت تبركاً بهذا الرجل الصالح 

### الحكم الثنائي
تقرر في عام 1900 م، وتحت رعاية اللورد كرومر، أول قنصل عام بريطاني في مصر، توسيع المكان وتحويله إلى ميناء بحري حديث، وتغيير الاسم إلى بورت سودان Port Sudan - بورتسودان- ، أي ميناء السودان. وفي 10 يوليو / تموز 1905 م، تمت مصادرة الأراضي المحيطة بضريح الشيخ برغوث في دائرة نصف قطرها 16 كيلومتر وإعلانها أراض مملوكة للدولة يمكن إنشاء المؤسسات العامة عليها، وتم التوسع في تلك المساحة مرات عديدة بغرض إنشاء الميناء الجديد.
كان قرار الإنجليز في بناء ميناء بحري جديد ليحل محل ميناء سواكن مرده رغبتهم في أن يكون لهم ميناء تحت السيادة البريطانية المصرية المشتركة بدلاً عن سواكن التي كانت تخضع رسمياً لحكم الخديوي وليس للحكم الثنائي، إلا أن السبب المباشر يكمن في عدم صلاحية ميناء سواكن لإستقبال البوارج والسفن الحديثة بسبب الشعاب المرجانية الكثيرة فيه والتي تعيق إبحار تلك السفن أو رسوها، على خلاف مرسى الشيخ برغوت الواقع على خليج طبيعي ممتاز خال من تلك المعوقات وفي منتصف الساحل السوداني تقريباً، فضلاً عن توفر مصدر لمياه الشرب يقع على بعد 18 ميلاً فقط منه وهو خور أربعات. وكان الحصول على مياه الشرب في باديء الأمر يعتمد على تكثيف مياه البحر لإزالة الملوحة قبل القيام في 1925 م بتوصيل خط أنابيب مياه من خور أربعات.
بدأ الإنجليز في بناء المدينة بتأمين ربطها بمناطق الداخل في السودان من خلال خط للسكة الحديدية تم افتتاحه في عام 1906 م، ويتجه غرباً عبر الصحراء ليربط الميناء بمدينة عطبرة في شمال السودان، حيث يمر خط القادم من وادي حلفا والمتجه نحو الخرطوم. وتم أيضاً مد الخط جنوباً إلى سواكن على بعد 60 كيلومتراً والتي تقرر التخلي عنها كميناء بمجرد الانتهاء من تشييد بورتسودان. كما تم بناء منشآت ومرافق الشحن والتفريغ، بما في ذلك الرافعات الكهربائية.
كان الوصول إلى الميناء يتم من خلال خليج طبيعي بمسافة خمس كيلومترات نحو البر ويضيق البحر كلما اتجه المرء نحو الداخل حتى نقطة أرضية حيث تقع أرصفة ميناء الحاويات. ويتالف الميناء من سلسلة من القنوات والأحواض الطبيعية أكبرها طوله 900 ياردة (6 كيلومتر) وعرضه 500 ياردة (2.5 كيلومتر) ولا يقل عمقه عن 6 قامات.

### إفتتاح الميناء
تم افتتاح الميناء أمام التجارة الدولية في احتفال رسمي في 4 أبريل / نيسان 1909 م، حضره خديوي مصر عباس حلمي الثاني واللورد كرومر القنصل البريطاني في مصر وصاحب المبادرة ببناء الميناء وتم تثبيت هذا الحدث في لوحة برونزية تذكارية وضعت على جدران مخزن (4) بالرصيف الشمالي للميناء شهدت المدينة نمواً سريعاً خاصة في مطلع خمسينيات القرن الماضي حيث تم تشييد المخازن داخل الميناء وخارجه وظهرت مدينة حديثة تخللها الشوارع الواسعة والأحياء المختلفة.
شملت أول الواردات الأقمشة القطنية من الهند، والخشب والأسمنت. في حين تمثلت الصادرات آنذاك في الصمغ العربي والقطن والدخن، والسمسم وجلود الحيوانات والبن من الحبشة. وكان عدد سكان بورتسودان آنذاك حوالي 4289 نسمة. اكتسبت بورتسودان أهمية استراتيجية كبرى إبّان الحرب العالمية الثانية. ففي ربيع عام 1941 م، ألحق البريطانيون هزيمة ساحقة بسفن حربية إيطالية خلال معركة بحرية قبالة الساحل السوداني، فضلاً عن استخدام مينائها القريب من الجبهة الإيطالية في إريتريا في نقل الجنود والعتاد والتموين.

### التاريخ المعاصر
بعد استقلال السودان في عام 1956 حافظت المدينة على دورها كميناء رئيسي للبلاد ومقراً للإسطول التجاري والعسكري السوداني كما أُقيمت فيها بعض الصناعات كصناعة الإطارات، ومطاحن الدقيق ومصفاة لتكرير النفط في عام 1964 إلى جانب صوامع للغلال.

## التضاريس
تقع المدينة على هضبة ساحلية تنحدر من جهة الغرب نحو الشرق عرضها 60 كيلومتراً تقريباً، وتتكون من صخور رسوبية سطحية في الجزء الشرقي وكثبان رملية ثابتة في الغرب والجنوب الغربي وشعاب مرجانية تتخللها مجاري في شكل أودية وخيران تتدرج من التلال في غرب المدينة نحو ساحل البحر، وأهمها خور موج وخور كلاب اللذان يمتلآن بالمياه في موسم الأمطار ويصبان في البحر.
وتعتمد بورتسودان على وادي أربعات كمصدر رئيسي لمياه الشرب فيها.
وهناك خليج طبيعي طوله حوالي 6 كيلومترات وعرضه 2 كيلومتر ونصف، يفصل المدينة إلى جزئين شرقي وغربي، وهو الذي يقوم عليه المينا، بينما يجري خور موج الذي يصب فيه من غربي المدينة نحو جنوبها.
والغطاء النباتي في المنطقة يتكون من نباتات شوكية متفرقة.

## المناخ
يسود المدينة مناخ البحر الأبيض المتوسط المعروف بحرارة وجفاف صيفه وبرود ة الشتاء المطير، إلا أن تأثير هذا المناخ لا يمتد كثيراً نحو الداخل إذ يقتصر على السهل الساحلي الذي تقع فيه المدينة ويتميز فضلاً عن ذلك بارتفاع درجة الرطوبة أثناء الصيف.
يمكن أن تتجاوز درجة الحرارة في بورتسودان في الشتاء 30 درجة مئوية وفي الصيف 45 درجة مئوية. ويبلغ متوسط درجة الحرارة في السنة 28.4 درجة مئوية (أي ما يعادل 83.1 درجة فهرنهايت) وتبلغ عدد الساعات المشمسة في السنة 3200 ساعة،
تهطل معظم الأمطار في الفترة ما بين أكتوبر / تشرين الأول ويناير / كانون الثاني وبالتحديد في نوفمبر / تشرين الثاني ويبلغ متوسط معدل هطول الأمطار السنوي 76 مليمتر تقريباً بسبب الرياح التجارية الشمالية الشرقية التي تمر في تلك الفترة عبر البحر الأحمر.
| البيانات المناخية لـبورتسودان | البيانات المناخية لـبورتسودان | البيانات المناخية لـبورتسودان | البيانات المناخية لـبورتسودان | البيانات المناخية لـبورتسودان | البيانات المناخية لـبورتسودان | البيانات المناخية لـبورتسودان | البيانات المناخية لـبورتسودان | البيانات المناخية لـبورتسودان | البيانات المناخية لـبورتسودان | البيانات المناخية لـبورتسودان | البيانات المناخية لـبورتسودان | البيانات المناخية لـبورتسودان | البيانات المناخية لـبورتسودان |
| الشهر                         | يناير                         | فبراير                        | مارس                          | أبريل                         | مايو                          | يونيو                         | يوليو                         | أغسطس                         | سبتمبر                        | أكتوبر                        | نوفمبر                        | ديسمبر                        | المعدل السنوي                 |
| ----------------------------- | ----------------------------- | ----------------------------- | ----------------------------- | ----------------------------- | ----------------------------- | ----------------------------- | ----------------------------- | ----------------------------- | ----------------------------- | ----------------------------- | ----------------------------- | ----------------------------- | ----------------------------- |
| متوسط درجة الحرارة الكبرى °ف  | 80.2                          | 81.0                          | 83.8                          | 88.5                          | 95.0                          | 101.3                         | 104.2                         | 104.4                         | 104.4                         | 99.3                          | 87.4                          | 83.8                          | 92.8                          |
| المتوسط اليومي °ف             | 67.5                          | 66.2                          | 70.9                          | 74.7                          | 78.6                          | 90.0                          | 82.8                          | 84.0                          | 80.2                          | 77.5                          | 74.8                          | 70.3                          | 76.5                          |
| متوسط درجة الحرارة الصغرى °ف  | 73.4                          | 75.7                          | 79.7                          | 84.7                          | 90.0                          | 93.4                          | 94.1                          | 89.8                          | 84.7                          | 81.1                          | 76.5                          | 76.5                          | 83.3                          |
| الهطول إنش                    | 0.28                          | 0                             | 0.04                          | 0.0                           | 0.0                           | 0.01                          | 0.15                          | 0.06                          | 0                             | 0.54                          | 1.38                          | 0.39                          | 2.85                          |
| متوسط درجة الحرارة الكبرى °م  | 26.8                          | 27.2                          | 28.8                          | 31.4                          | 35.0                          | 38.5                          | 40.1                          | 40.2                          | 40.2                          | 37.4                          | 30.8                          | 28.8                          | 33.8                          |
| المتوسط اليومي °م             | 19.7                          | 19.0                          | 21.6                          | 23.7                          | 25.9                          | 32.2                          | 28.2                          | 28.9                          | 26.8                          | 25.3                          | 23.8                          | 21.3                          | 24.7                          |
| متوسط درجة الحرارة الصغرى °م  | 23.0                          | 24.3                          | 26.5                          | 29.3                          | 32.2                          | 34.1                          | 34.5                          | 32.1                          | 29.3                          | 27.3                          | 24.7                          | 24.7                          | 28.5                          |
| الهطول مم                     | 7.2                           | 0.                            | 0.9                           | 1.                            | 1                             | 0.2                           | 3.8                           | 1.4                           | 0.                            | 13.6                          | 35.0                          | 10.0                          | 74.1                          |
| ساعات سطوع الشمس الشهرية      | 195.3                         | 228.8                         | 282.1                         | 306.6                         | 322.4                         | 285.0                         | 272.8                         | 288.0                         | 282.0                         | 297.6                         | 225.0                         | 213.9                         | 3٬199٫5                       |
| المصدر: مرصد هونغ كونغ        |                               |                               |                               |                               |                               |                               |                               |                               |                               |                               |                               |                               |                               |

## الإدارة
تعتبر بورتسودان من الناحية الإدارية محلية من محليات ولاية البحر الأحمر، تم إنشاؤها في عام 2005 بموجب دستور ولاية البحر الأحمر لتحل محل بلدية بورتسودان السابقة. وتقدر مساحتها بحوالي 10166 كيلومتر مربع، وعدد سكانها 399,140 نسمة.
تنقسم محلية بورتسودان إلى الوحدات الإدارية التالية:
1. وحدة بورتسودان وسط
2. وحدة بورتسودان جنوب
3. وحدة بورتسودان شرق [11]

## الاقتصاد

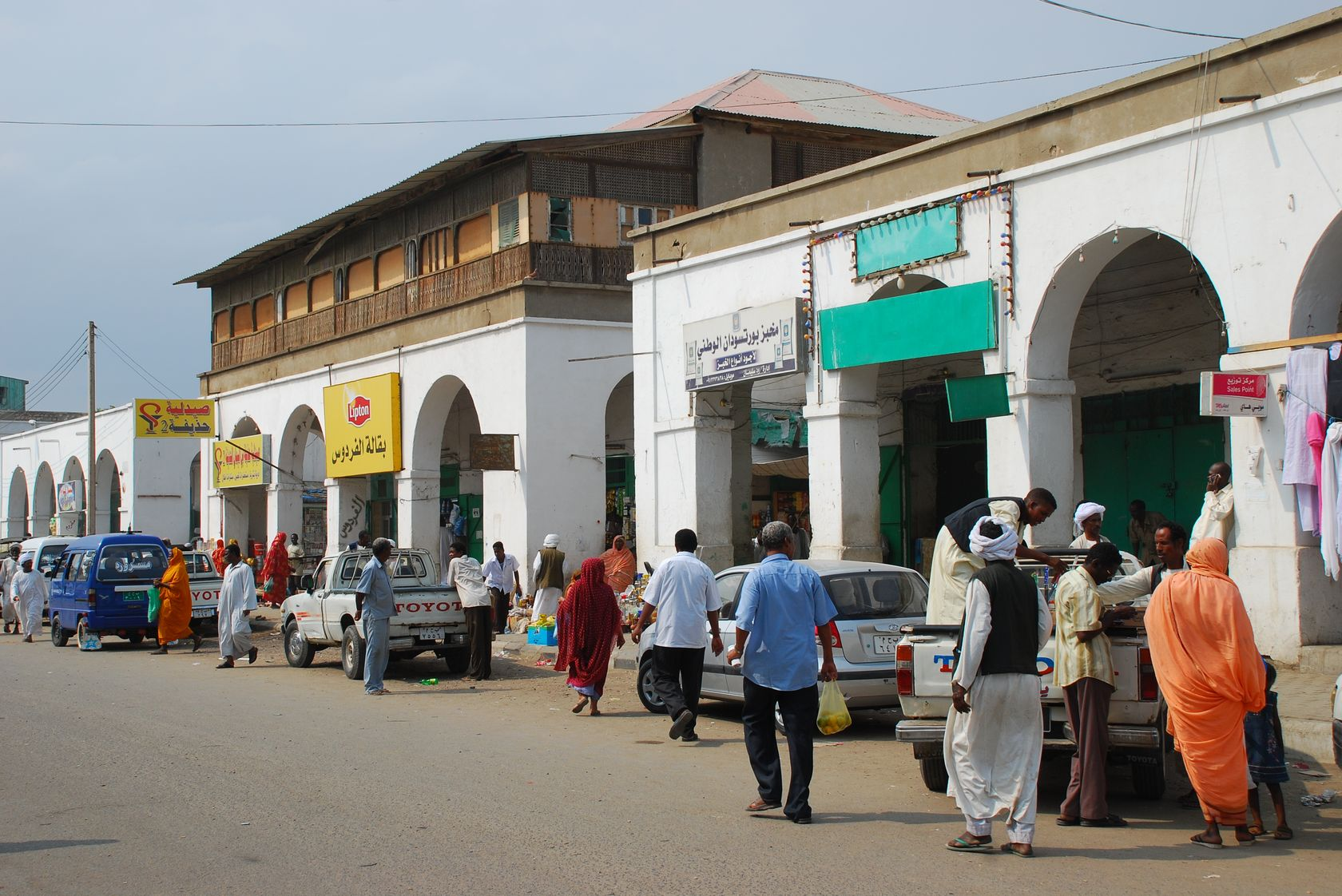
النمط المعماري القديم في أسواق بورتسودان

بورتسودان مدينة بحرية يوجد فيه أكبر مرفأ بحري سوداني وهي الميناء الرئيسي للسودان بل تعتبر منفذا بحرياً مهماً لبلدان أخرى مغلقة في المنطقة مثل إثيوبيا وتشاد ودولة جنوب السودان.
المركز الإستراتيجي للمدينة جعل منها قطباً تجارياً مهماً يحتضن العديد من الفروع أو المراكز الرئيسية لمؤسسات تجارية وطنية أو دولية كالمصارف وشركات التصدير والاستيراد وصناديق التأمينات والائتمانات ومكاتب التخليص الجمركي.
وتستقبل بورتسودان السفن التجارية الكبرى بما فيها سفن الحاويات وناقلات النفط وبها أيضاً مصفاة للنفط ومحطة نهائية لخطوط أنابيب النفط من السودان وجنوب السودان، حيث يوجد ميناء بشاير لتصدير النفط.
توجد في المدينة مخازن وصوامع للغلال. وهي أيضاً مقراً لسفن شركات النقل البحري السوداني، وهيئة الموانىء البحرية السودانية. وتوجد فيها أيضاً سوقاً حرة، وهذا يعني أن قطاع الخدمات هو أهم القطاعات الاقتصادية في المدينة.
من الأنشطة الاقتصادية الأخرى ببورتسودان السياحة إلى جانب أنشطة الصيد البحري والرعي.
تسود الصناعة الخفيفة بورتسودان ويتمثل أهمها في صناعة الملح، ومصانع تعبئة الإسمنت ومطاحن الدقيق.

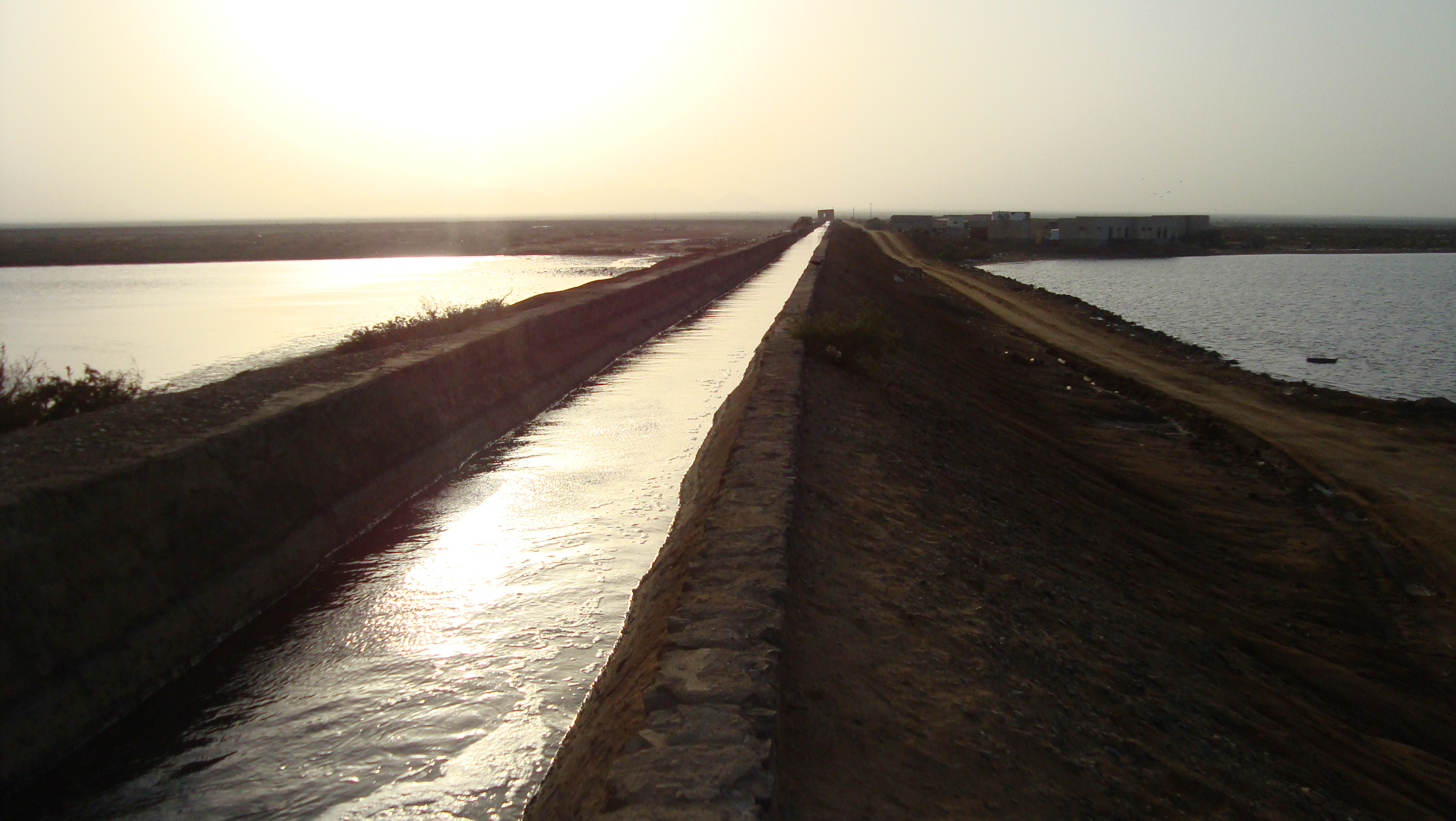
الملاحات ببورتسودان

تشمل الوارادت التي تدخل ميناء بورتسودان الآلات والمعدات والمركبات والوقود ومواد البناء والتشييد، أما الصادرات الخارجة منها فتشمل القطن والصمغ العربي والحبوب الزيتية وجلود الحيوانات.
بدأت أول مصفاة للنفط في السودان العمل في بورتسودان في عام 1964 م، وكانت تملكها شركة شل الملكية الهولندية وشركة بريتش بتروليوم البريطانية (فرع السودان) بطاقة قدرها 20 ألف برميل نفط يومياً تم رفعها إلى 25 ألف برميل يومياً في مطلع سبعينيات القرن الماضي وفي عام 1981 م، تم تاسيس شركة النيل الأبيض التي كانت تضم كل من الحكومة الهولندية وشركة شيفرون الأمريكية وشل الملكية الهولندية وشركة أبيكورب لبناء خط أنابيب لنقل خام النفط من هجليج عبر كوستي إلى محطة نهائية في بورتسودان، إلا أنه تم التوقف عن المشروع في عام 1984 م، لأسباب أمنية في جنوب السودان، ليتم استئنافه في عام 1990 م، ويتم الفراغ منه في عام 1999 م. وفي أغسطس / آب 1999 م، ووصول أول شحنة نفطية عبر الأنانبيب إلى ميناء بشائر الواقع على بعد 25 كيلومتر جنوب بورتسودان ليصدر إلى سنغافورة.

### المصارف العاملة في بورتسودان
- بنك السودان المركزي[12]

| - بنك الخرطوم - البنك الزراعي السوداني - بنك أم درمان الوطني - بنك فيصل الإسلامي السوداني - بنك بركة السوداني - بنك النيل - بنك تنمية الصادرات | - بنك العمال الوطني - بنك التضامن الإسلامي - البنك السعودي السوداني - بنك الشمال الإسلامي - بنك الإدخار والتنمية الاجتماعية - بنك الثروة الحيوانية - بنك النيلين | - البنك الأهلي السوداني - البنك الفرنسي السوداني - البنك العقاري - البنك الإسلامي السودني - البنك الزراعي السوداني - بنك النيل الأزرق (المشرق) - بنك التنمية الصناعية | - البنك المصري السوداني - مصرف المزارع التجاري - بنك الجزيرة الأردني السوداني - بنك الرواد للتنمية - بنك الأسرة |

## التمثيل القنصلي الأجنبي
توجد في بورتسودان قنصلية عامة مصرية.

## الميناء

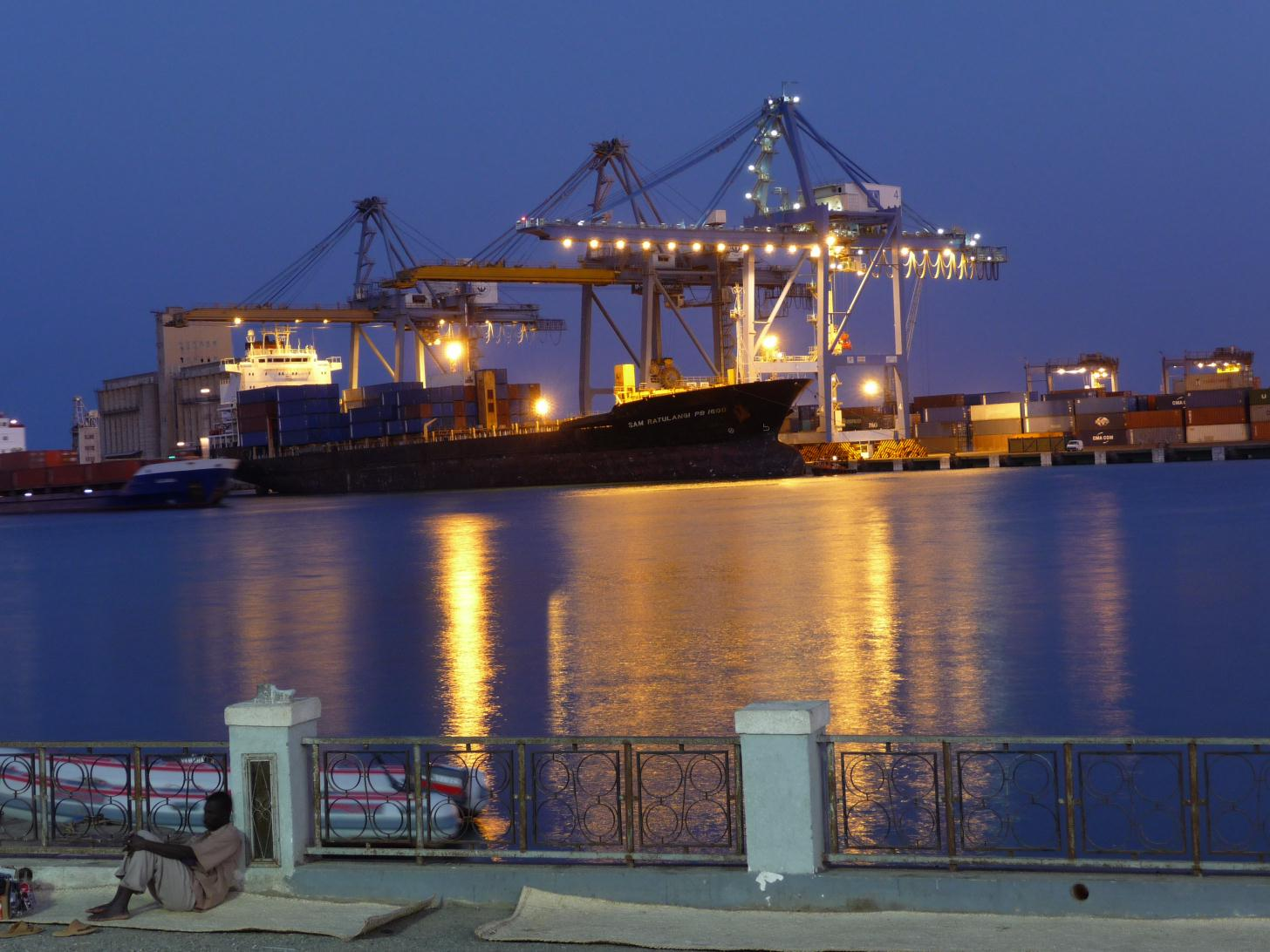
سفينة حاويات بأحد الأرصفة
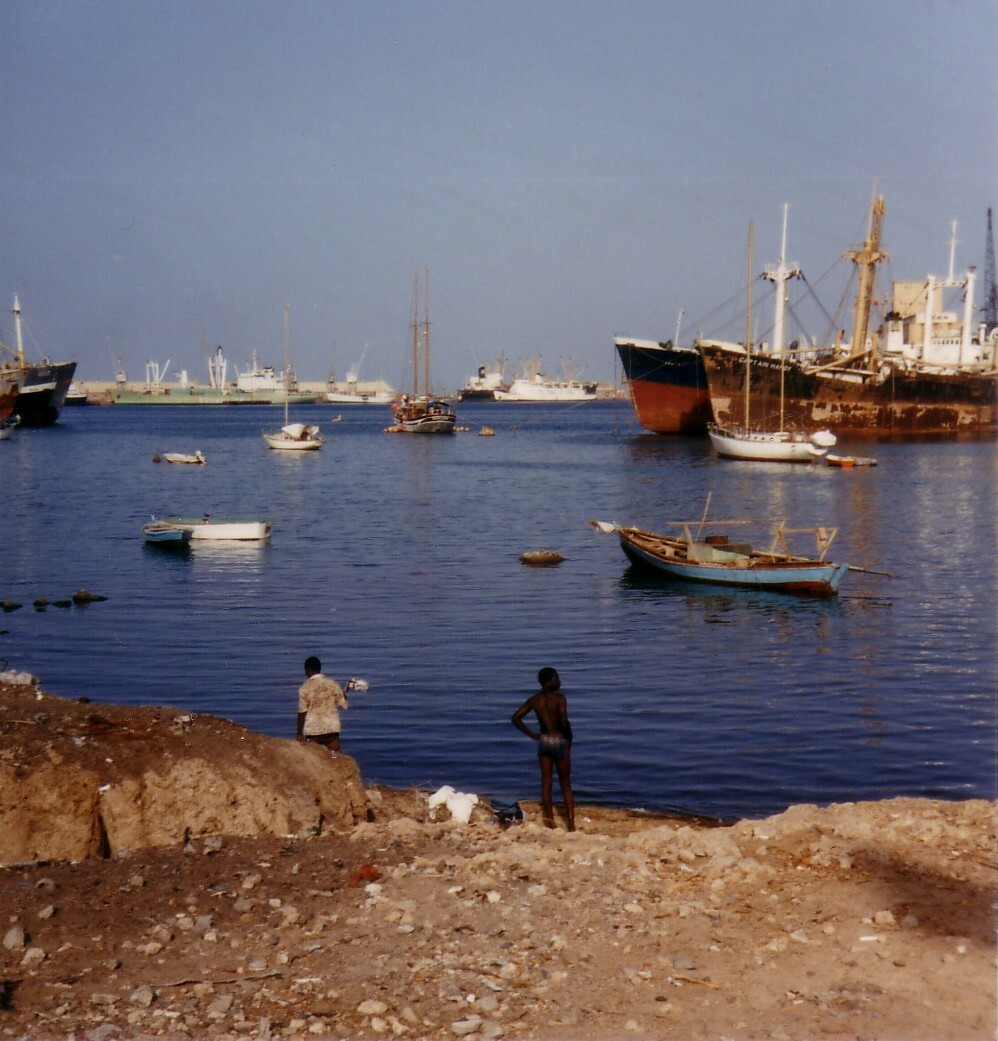
بورتسودان ميناء طبيعي للسفن
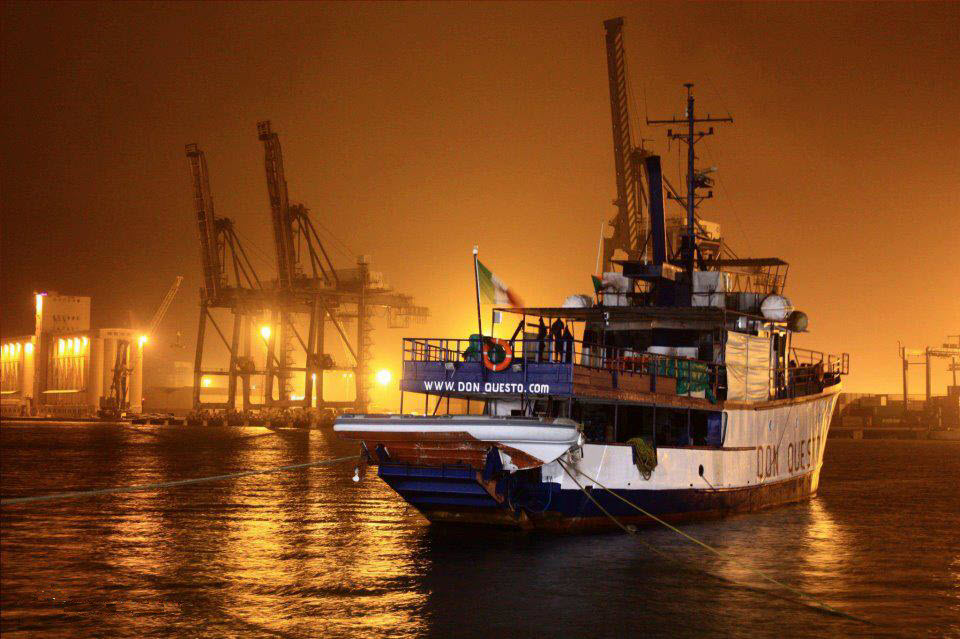
ميناء بورتسودان ليلا

هناك سبعة موانئ بحرية في بورتسودان:
- الميناء الشمالي ويختص بمناولة البضائع العامة والزيوت والمولاص وصادرات المواشي والسلع المصبوبة والمحاصيل مثل الإسمنت والقمح والسماد.
- الميناء الجنوبي ويختص بمناولة الحاويات والغلال.
- الميناء الأخضر لبضائع الصب الجاف والبضائع العامة.
- ميناء الخير داما داما، وهو خاص بمناولة المشتقات البترولية.
- ميناء الأمير عثمان دقنة مخصص لحركة بواخر الركاب والأمتعة الشخصية.
- ميناء العربات وبواخر المواشي والبضائع العامة.
- ميناء أوسيف لتصدير خام الحديد والمعادن. ميناء هيدوب  للمواشي .

في ديسمبر / كانون الأول 2011 م، تم افتتاح ميناء جديد للحاويات في بورتسودان يسع لإستقبال أربع سفن حتى حمولة 100 ألف طن بما فيها السفن العملاقة العابرة للمحيطات بمعدل 80 ألف حاوية في اليوم لترتفع سعة الموانئ في مجال الحاويات إلى 1300,000 (مليون وثلاثمائة ألف) حاوية في العام منها خمسمائة (500) ألف تمثّل احتياجات السودان، مما يعني أن الميناء الجديد سيخدم الدول المجاورة للسودان والتي ليس لها منافذ بحرية مثل تشاد، جمهورية أفريقيا الوسطى، دولة جنوب السودان وإثيوبيا.
ويعتبر الميناء الشمالي بمثابة الميناء الرئيسي ويقع في الناحية الشمالية حيث توجد المخازن وإدارة الجمارك ورئاسة السكك الحديدية وإدارة المنائر والرافعات الآلية الضخمة وأرصفة مناولة البضائع.
وأطول رصيف فيه هو الرصيف الشمالي الذي يبلغ طوله 2280 قدما وبه خمسة مرابط للسفن، الأول ويسع لخمس سفن متوسط طول الواحدة منها 456 قدم (138.98 متر) في غاطس عمقه 38 قدم (11.58 متر). وتقوم بعمليات الشحن والتفريغ فيه رافعات كهربائية تتراوح طاقة حمولتها ما بين ثلاثة وخمسة أطنان. وفي عام 1957 م، تم بناء رصيف جديد يتسع لثلاثة مرابط ضافية.

## النقل والاتصالات

### السكك الحديدية

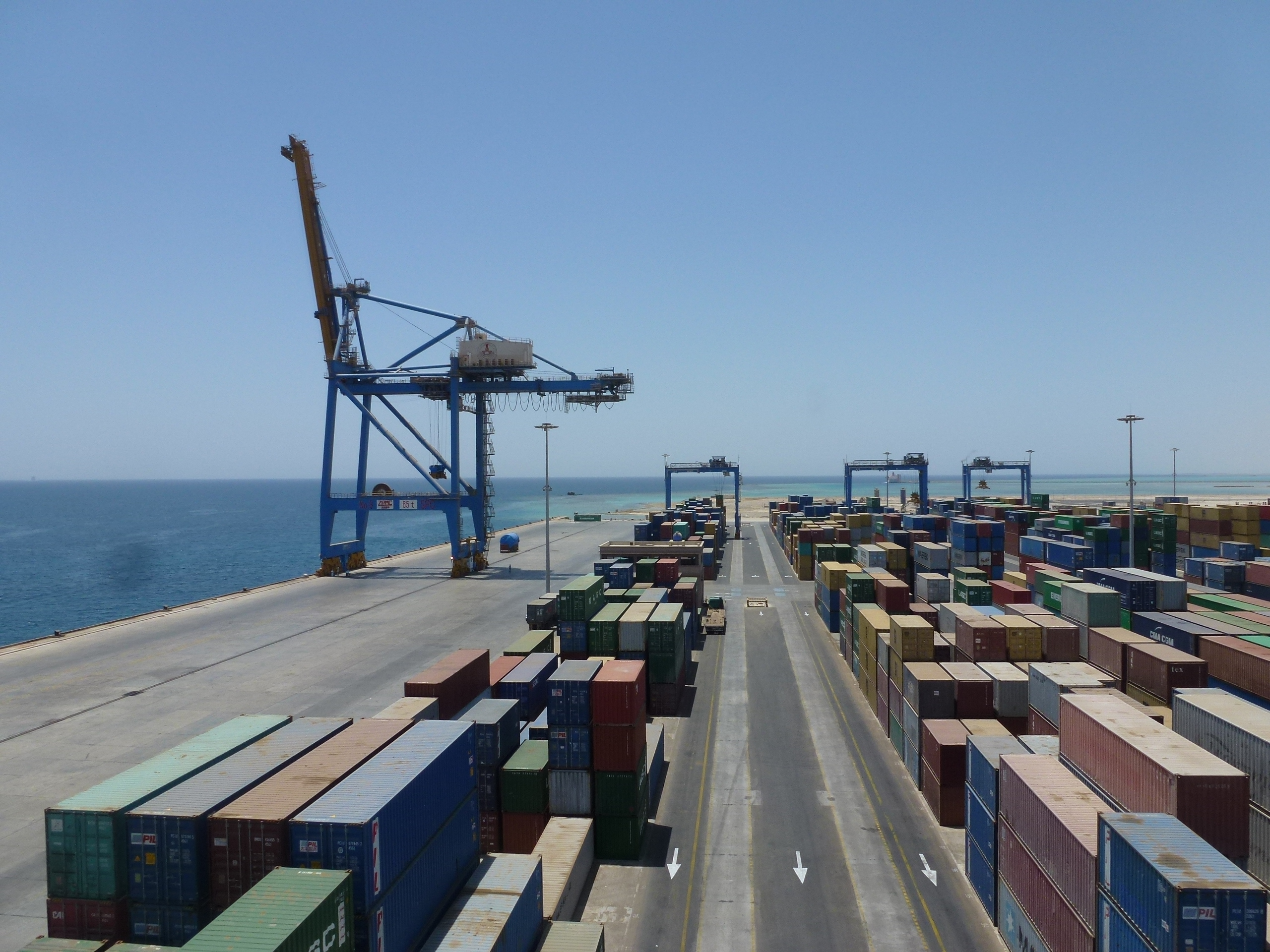
رصيف حاويات في بورتسودان

هناك خطان للسكك الحديدية في بورتسودان أحدهما يأتي من جهة الجنوب الشرقي قادماً من الخرطوم فالقضارف وكسلا ليلتقى بآخر قادم من الشمال قبل أن يلتقيا في تقاطع هيّا، ليشكلان خطاً ينتهي في بورتسودان، وخط آخر آت من سواكن. وهناك مشروع لتشييد خط جديد موازي لخط الخرطوم - بورتسودان والذي تقوم بتمويله الصين بمواصفات عالمية، طوله 942 كيلو متر ويشمل بناء جسور ترابية ومنشآت محطات ولوحات مسافات وإشارات واتصالات حديثة.

### الطرق البرية
ترتبط بورتسودان بالعاصمة الخرطوم بطريق سريع يمر عبر ود مدني والقضارف وكسلا، وثمة طريق آخر يأتي من جهة الشمال من حلايب، وطريق ثالث من عطبرة. وهناك عبّارة دولية تربط بورتسودان بمدينة جدة بالمملكة العربية السعودية عبر البحر الأحمر.

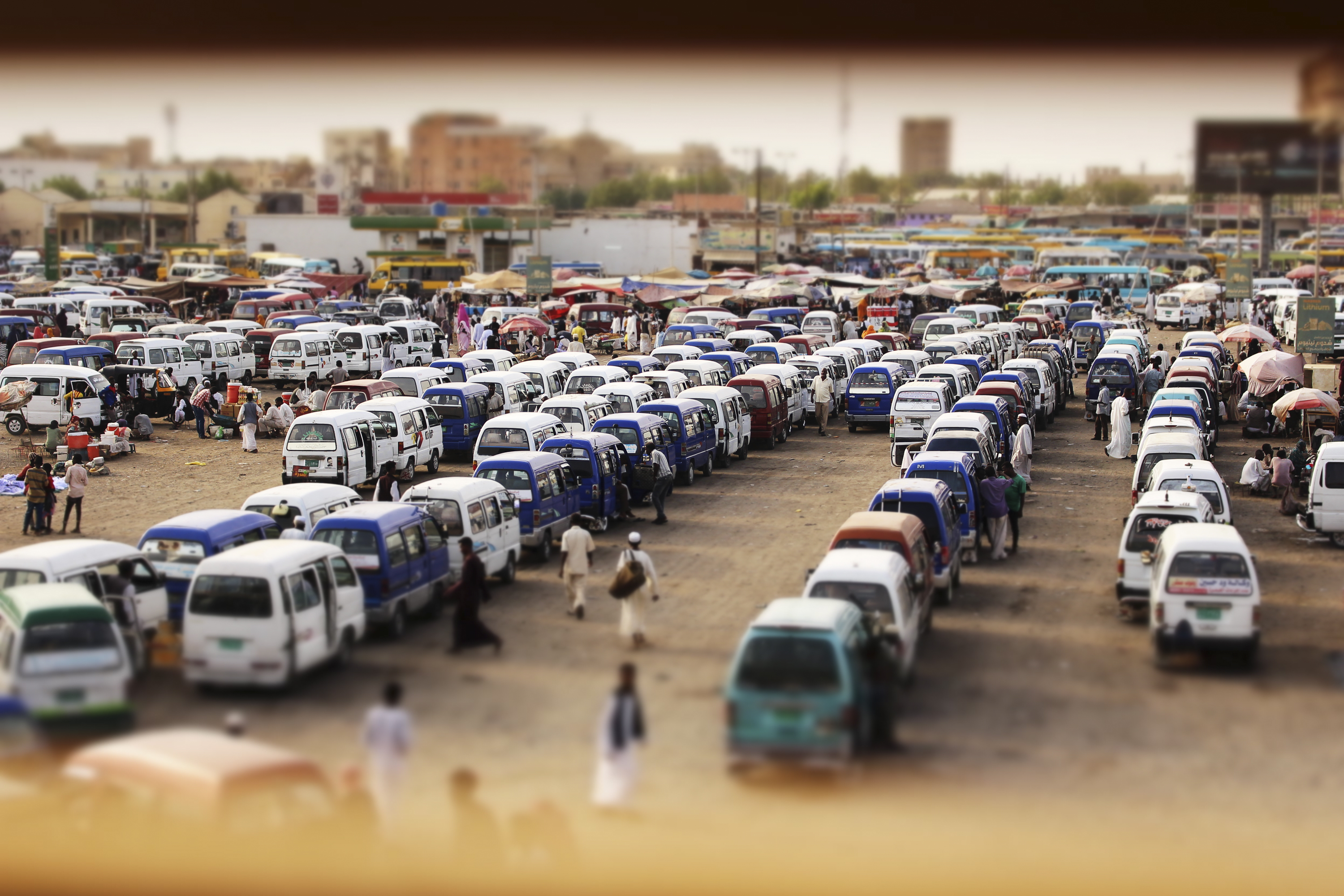
موقف موصلات بورتسودان

### النقل الداخلي
تتنوع وسائل النقل والمواصلات داخل المدينة فإلى جانب خطوط الحافلات العامة التي تربط أحياء المدينة ومناطقها الأخرى بوسط المدينة والمركز التجاري فيها، هناك مركبات أخرى تتمثل في سيارات الأجرة ومركبات التوك توك المعروفة في السودان باسم الرقشة.

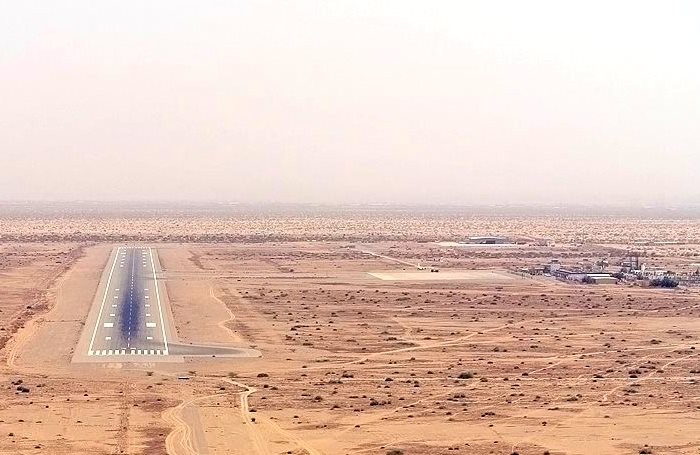
مدرج مطار بورتسودان

### النقل الجوي
كما ترتبط بورتسودان جواً بعدد من المدن الرئيسية في السودان ومدن خارجه مثل جدة بالمملكة العربية السعودية دبي في الإمارات العربية المتحدة والقاهرة بمصر وأسمرة عاصمة إريتريا، حيث يوجد لها مطاراً دولياً تم افتتاحه في عام 1992 م، هو مطار بورتسودان الدولي الجديد ورمزه العالمي في منظمة أياتا (PZU) وفي منظمة إيكاو (HSPN). يعتبر ثاني أكبر مطار في السودان بعد مطار الخرطوم الدولي. وهناك أيضاً نقل بحري بين بورتسودان ومدينة جدة السعودية على الضفة الأخرى للبحر.

### شبكة الهاتف والإنترنت
توجد بالمدينة شبكة للهاتف الثابت والمحمول وخدمات الفاكسميلي والإنترنت. رمز الهاتف والفاكس الخاص بالمدينة هو 311 ومن خارج السودان 311 (249).

## السياحة
بورتسودان معروفة بين السياح بالشواطئ الممتازة ورياضة الغطس وغيرها من النشاطات السياحية مثل الصيد والغوص والسباحة والتسوق والمهرجانات.
تعتبر منطقة الجنائن في جنوب شاطئ فلامنجو والمنطقة المغمورة بالصخور والشعب المرجانية الملونة الواقعة شرق الميناء من المناطق السياحية المهمة.
ومن أهم المنتجعات السياحية في بورتسودان أو بالقرب منها:
شاليهات الرقبة: تقع إلى الشمال من مدينة بورتسودان على بعد 17 كيلومترًا منها بمساحة ضخمة، ويتكون المشروع السياحي من 1000 شاليه يتم بناؤهم وتشغليهم بواسطة شركة متخصصة في إدارة وتشغيل المنتجعات السياحية.
قرية عروس: تتكون من أربعة منتجعات سياحية وفندق خمسة نجوم، و 10% من مساحة المشروع تم حجزها للطرق الداخلية، والمنطقة محاطة بخليج طبيعي من الجانبين الجنوبي والشرقي وبها شاطئ للغوص.
تشتهر بورتسودان بمنتجعاتها الخلابة
منتجع إيمان: أسسته سيدة سودانية منذ العام 2005، يقع في الكيلو 27 على الطريق الساحلي لبورتسودان، روّجت لمشروعها بكل اللغات ونجحت في اجتذاب مئات السياح والزوار، من مختلف أنحاء العالم.
منتجع جبل السِّت: يقع بمنطقة أركويت السياحية بالقرب من بورتسودان، ويعد واحدًا من أجمل منتجعات ولاية البحر الأحمر.
منتجع أمواج: يتميز بأنه قريب من جامعة البحر الأحمر جنوب شرق بورتسودان على ساحل البحر الأحمر مباشرة.
وإذا تأمّل الزائر سواحل بورتسودان يجد أنها تحتوي على 12 خليجًا تصلح جميعها لرياضة الغطس والتصوير تحت الماء ومشاهدة الأحياء البحرية المختلفة، وما يزيد ذلك جمالًا وبهجةً، الشعب المرجانية النادرة، إلى جانب هدوء الأمواج وتناسُب درجات الحرارة بين السطح والأعماق إلى جانب الجزر التي تعتبر مقصدًا للسياح الأجانب، وتمتلك شواطئ البحر الأحمر في بورتسودان ميزة أخرى هي وجود الأحياء المائية نادرة الأنواع ومنها أسماك القرش والدلافين والأسماك الملونة التي لا تجدها إلا في ثغر السودان الباسم .16

### سياحة الغوص
يعتبر ساحل بورتسودان واحد من السواحل النظيفة في العالم لعدم تلوثه ووضوح الرؤية داخل مياهه الصافية، كما أنه يزخر بالعديد من أنواع الشعب المرجانية والأسماك الملونة التي تكسبه منظرا خلابا، إلى جانب عدد من الحيوانات البرمائية كالسحالف البحرية.
ومن أشهر المناطق السياحية في بورتسودان هي: محمية سنقنيب البحرية Sanganeb وأبنقتون Abington وشعاب الرومي Shaab Rumi وعنقروشش Angarosh وشعاب السعودي Shaab Saudi وشعاب وينجيت Wingate Reef(حيث يرقد حطام سفينة). وهناك اثنان من الفنارات التاريخية القديمة.

#### الشعاب المرجانية والأسماك
تتميز المياه قبالة بورتسودان بأنها دافئة وصافية وهما أهم ميزتين لسياحة الغوص والإبحار، مع وجود حوالي 400 نوع من الشعب المرجانية وتوجد محمية للشعب المرجانية في محمية سنقنيب البحرية ودنقناب. وحوالي 1500 نوع من الأسماك والسلاحف البحرية بما فيها أسماك القرش وسمك العقام وسمك الراي اللاسع والحنكليس وثعبان البحر والسمكة الببغائية الضخمة التي يمكن مشاهدتها بكميات ضخمة جداً، وهناك أيضأً الدلفين والحيتان الضخمة التي تزور المنطقة من وقت لآخر.
وهناك تجمعات لمانجروف في مساحة تقدر بحوالي 500 هكتار زاخرة بمختلف أنواع الأسماك والطيور.

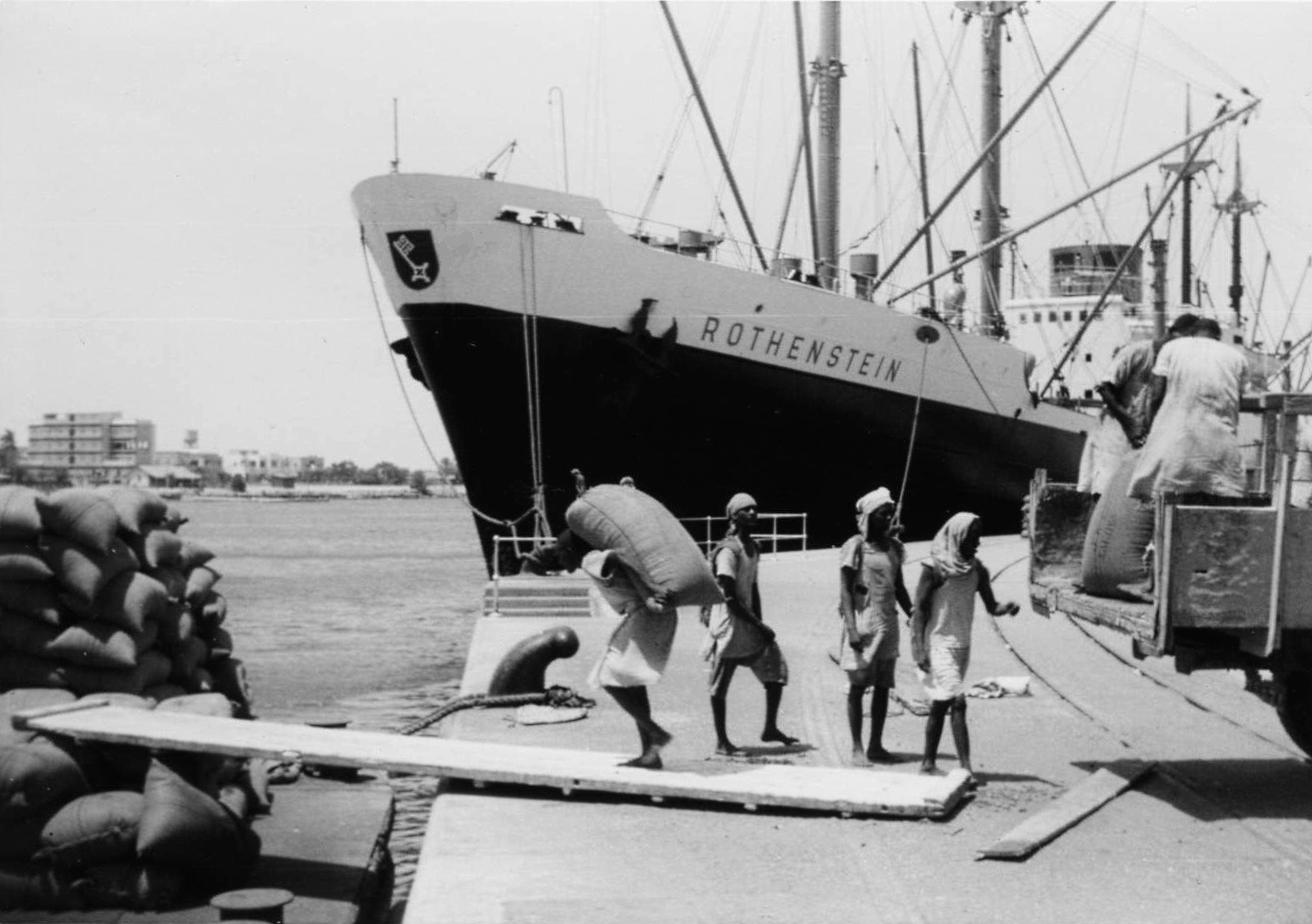

#### حطام السفن التاريخية
يرقد قبالة بورتسودان على بعد 20 ميل حطام البارجة الإيطالية أمبريا التي غرقت أو أغرقت بأمر ربانها في عام 1940 م، كما تذهب بعض الروايات، حتى لا تقع في يد البريطانيين الذين كانوا يرابطون في بورتسودان إبان الحرب العالمية الثانية وكانت في طريقها من إيطاليا إلى مستعمرتها إريتريا محملة بكميات كبيرة من سيارات الفيات وزجاجات النبيذ والذخيرة. هذه الأشياء كلها لا تزال على متنها ويمكن للغواص مشاهدتها على عمق 38 متر.
كما يتميز الحطام بتحوله إلى موطن للعديد من أنواع الكائنات البحرية التي اتخذت منها أعشاشاً ومصائد إلى جانب الأنواع المتعددة من الحياة البحرية التي تزخر بها المياه السطحية وقاع البحر العميق مع وجود مياه بلورية صافية وانعكاسات متعددة الألوان من الشعاب المرجانية التي تفتن الهواة وذوي الخبرة من المصورين لمشاهد تحت مياه البحر. فضلاً عن ذلك يوجد حطام كبسوله المكتشف والعالم البحري الشهير جاك إيف كوستو التي يعود تاريخها إلى ستينيات القرن الماضي ووضعت على المياه الساحلية السودانية بقصد دراسة أشكال الحياة في قاع البحر.

### المهرجانات
يقام في بورتسودان سنوياً مهرجان السياحة والتسوق بمشاركة العديد من الشركات الوطنية والأجنبية العاملة في مجال التسوق والسياحة وتقدم فيه خدمات سياحية وتعريفية إلى جانب برامج ترفيهية تشارك فيها فرق فنية ومطربون.

## الفندقة
بورتسودان مدينة سياحية يوجد بها العديد من الفنادق على مختلف الدرجات وقد تجاوز عددها حوالي 48 فندقاً ونزلاً شعبياً (عام2011 م).

## أسماك بورتسودان

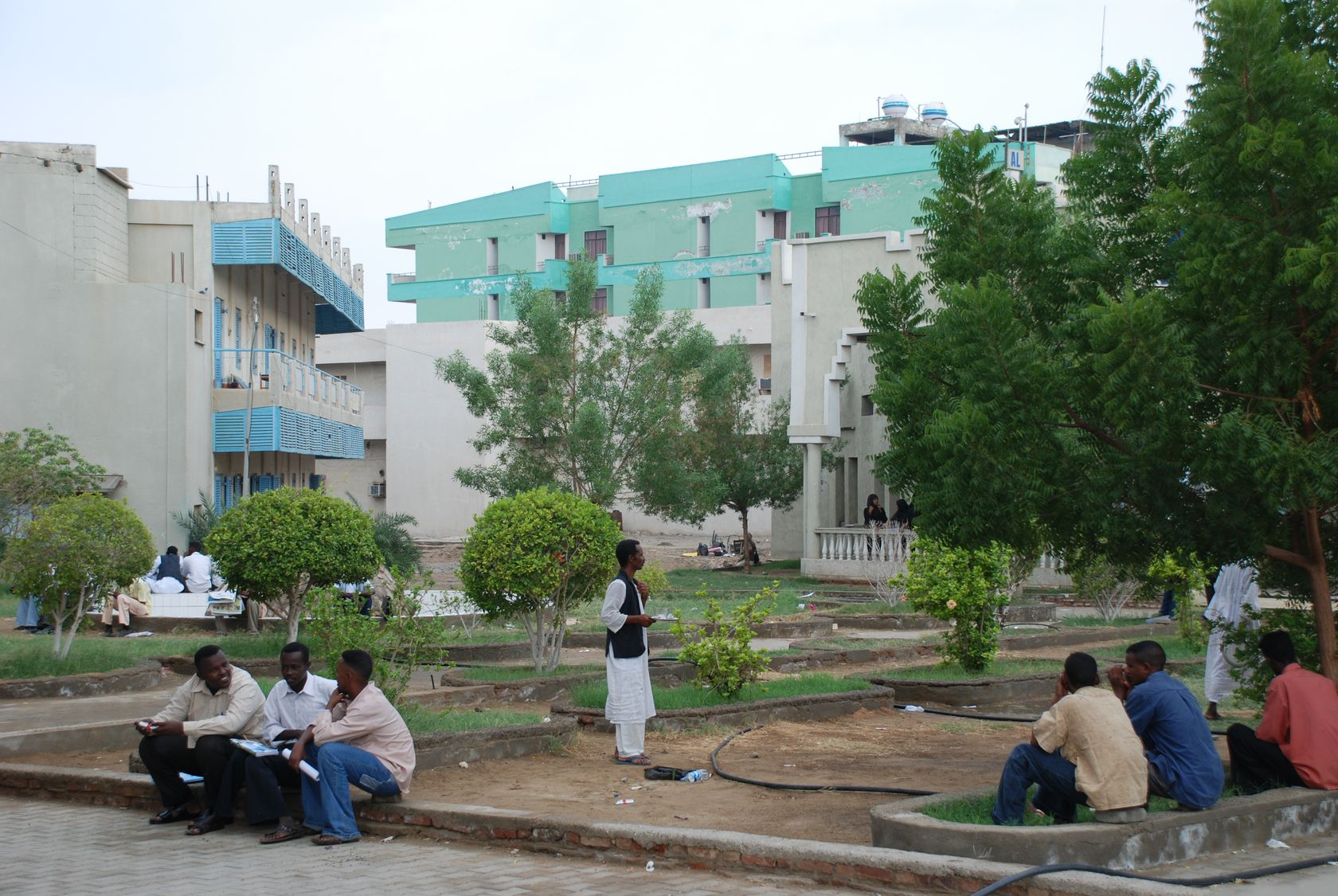
جامعة البحر الأحمر

تعتبر منطقة بورتسودان البحرية واحدة من أغنى البيئات البحرية في منطقة البحر الأحمر إذ توجد فيها مستعمرات ضخمة من الأسماك والأصداف المختلفة الأنواع والأصناف كما تزورها أعداداً كبيرة من الأسماك المتنوعة العابرة.
بعض أنواع الأسماك الموجودة في شاطئ بورتسودان

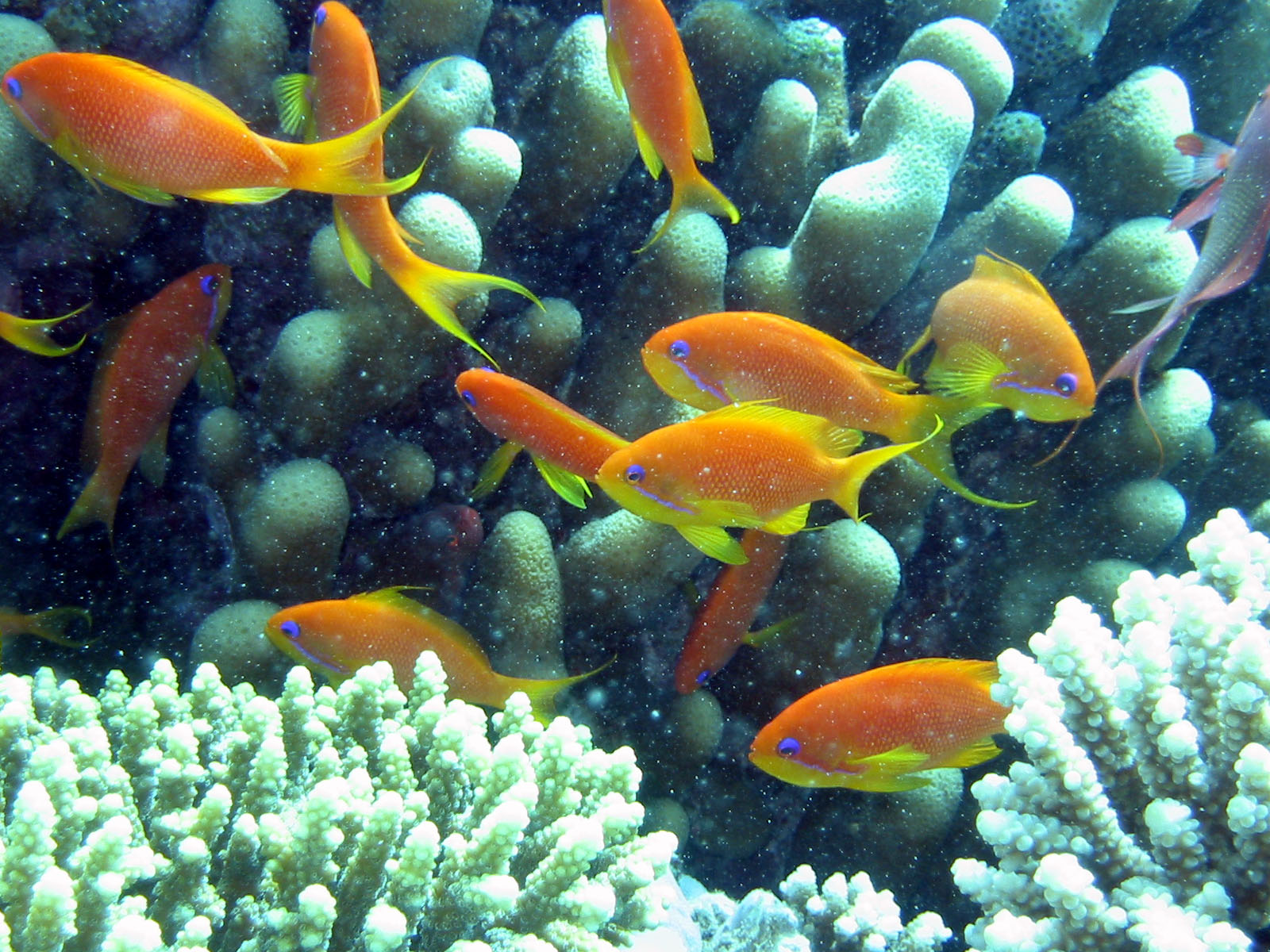
شعاب وأسماك البحر الأحمر الملونة
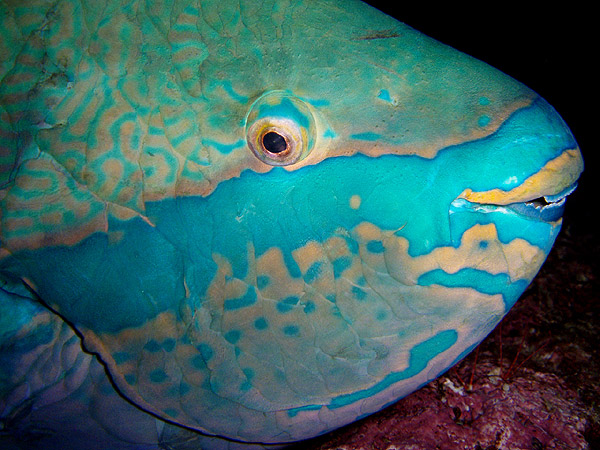
سمكة ببغائية
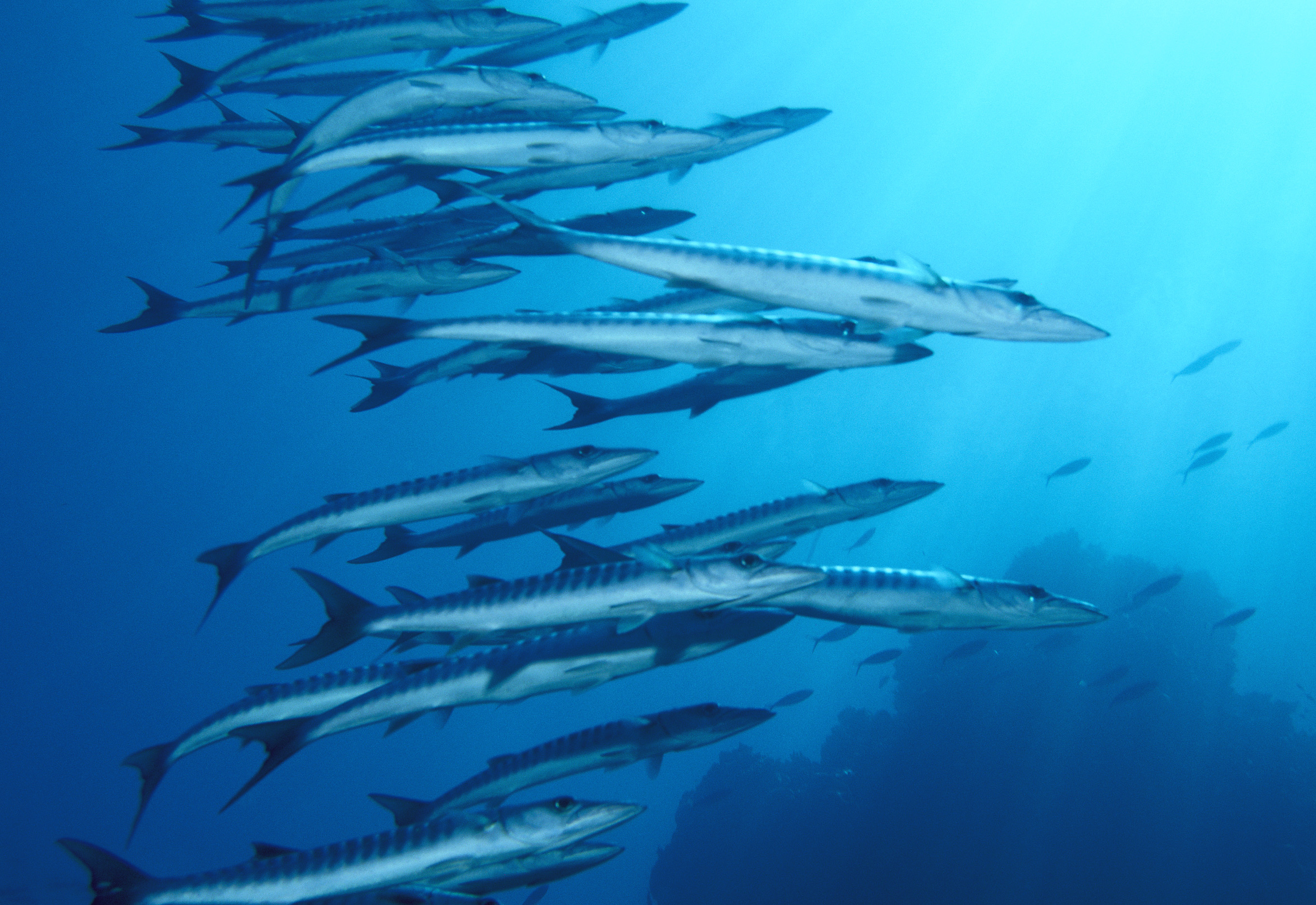
براكودا
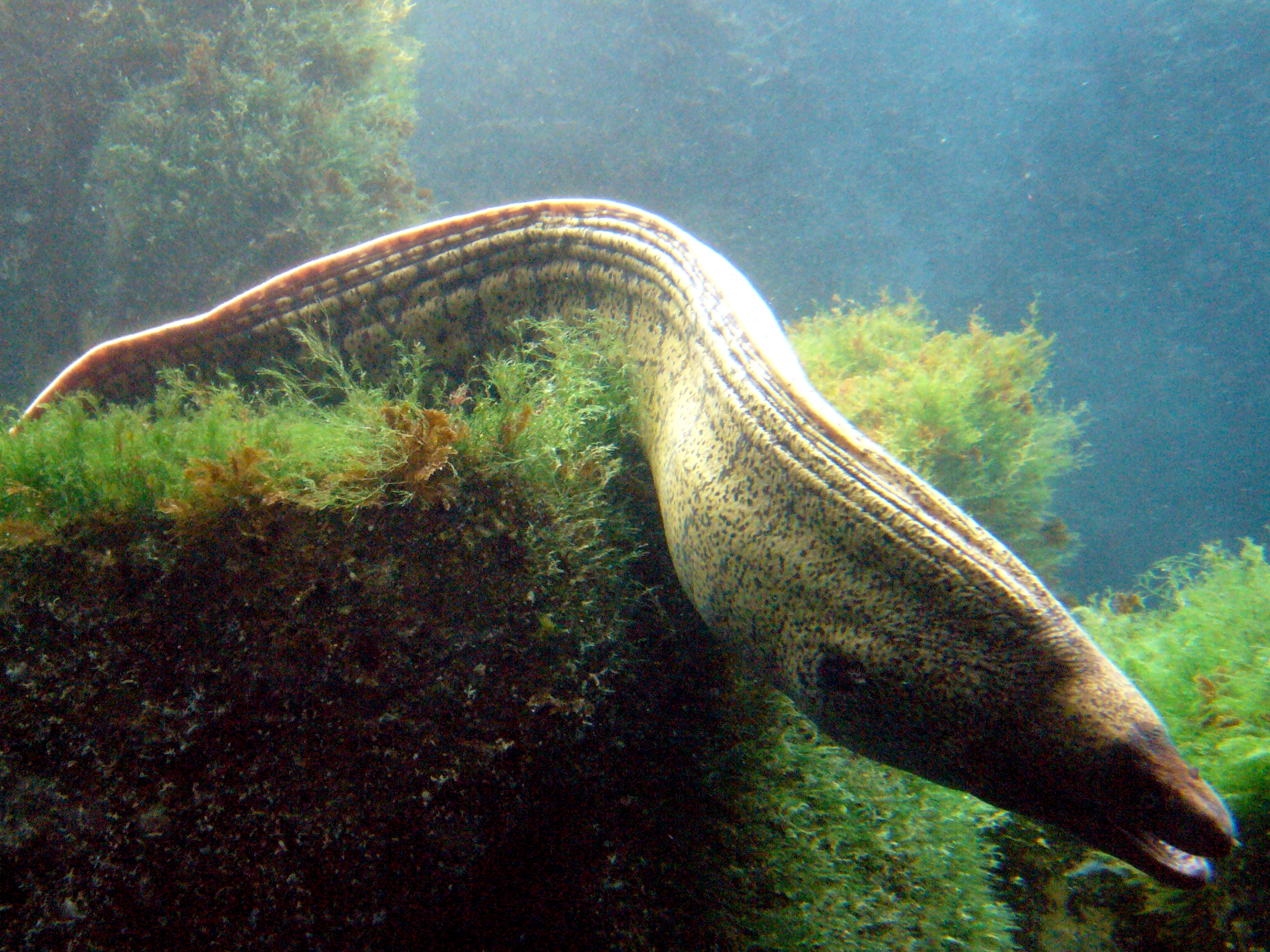
حنكليس
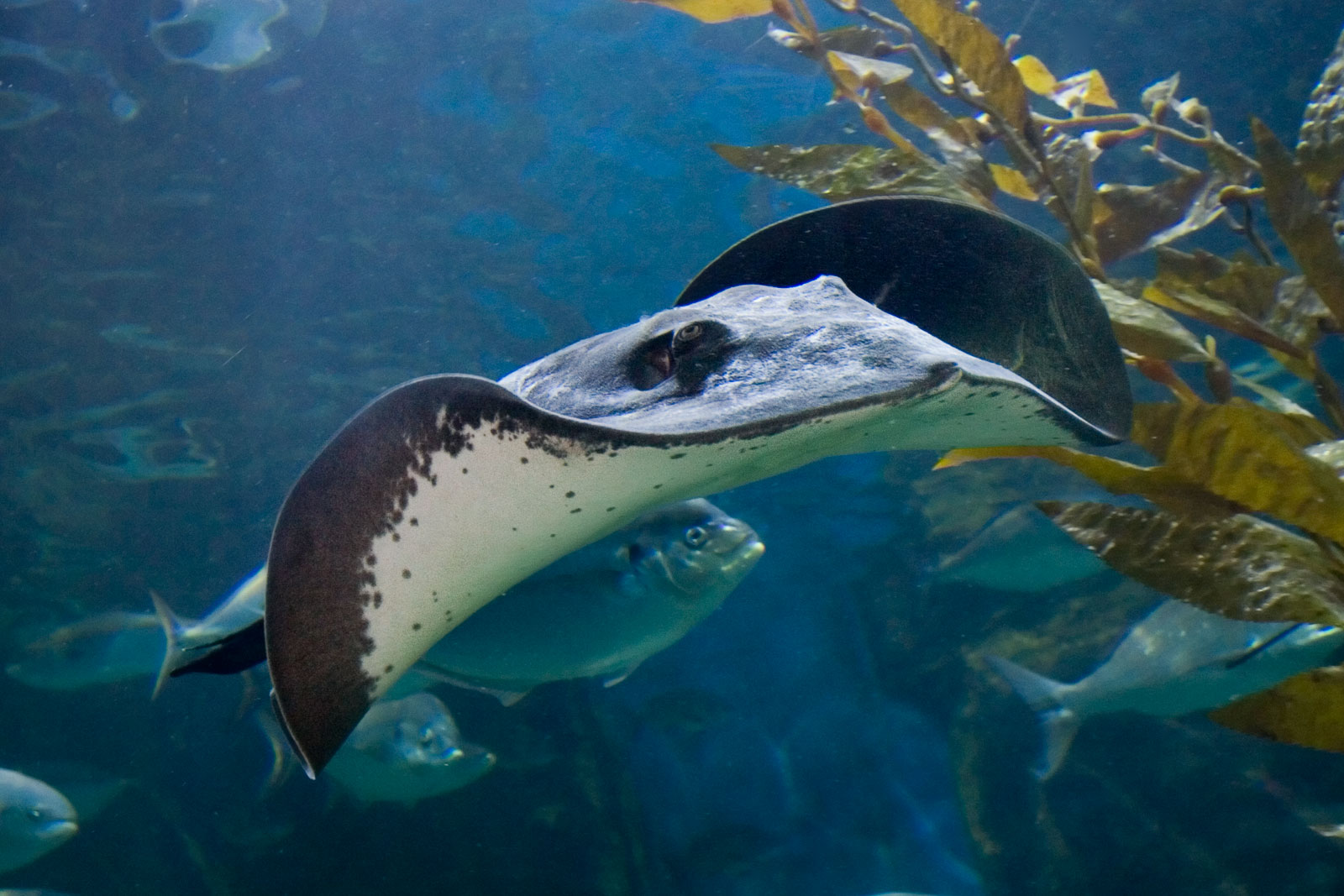
سمك الراي اللاسع
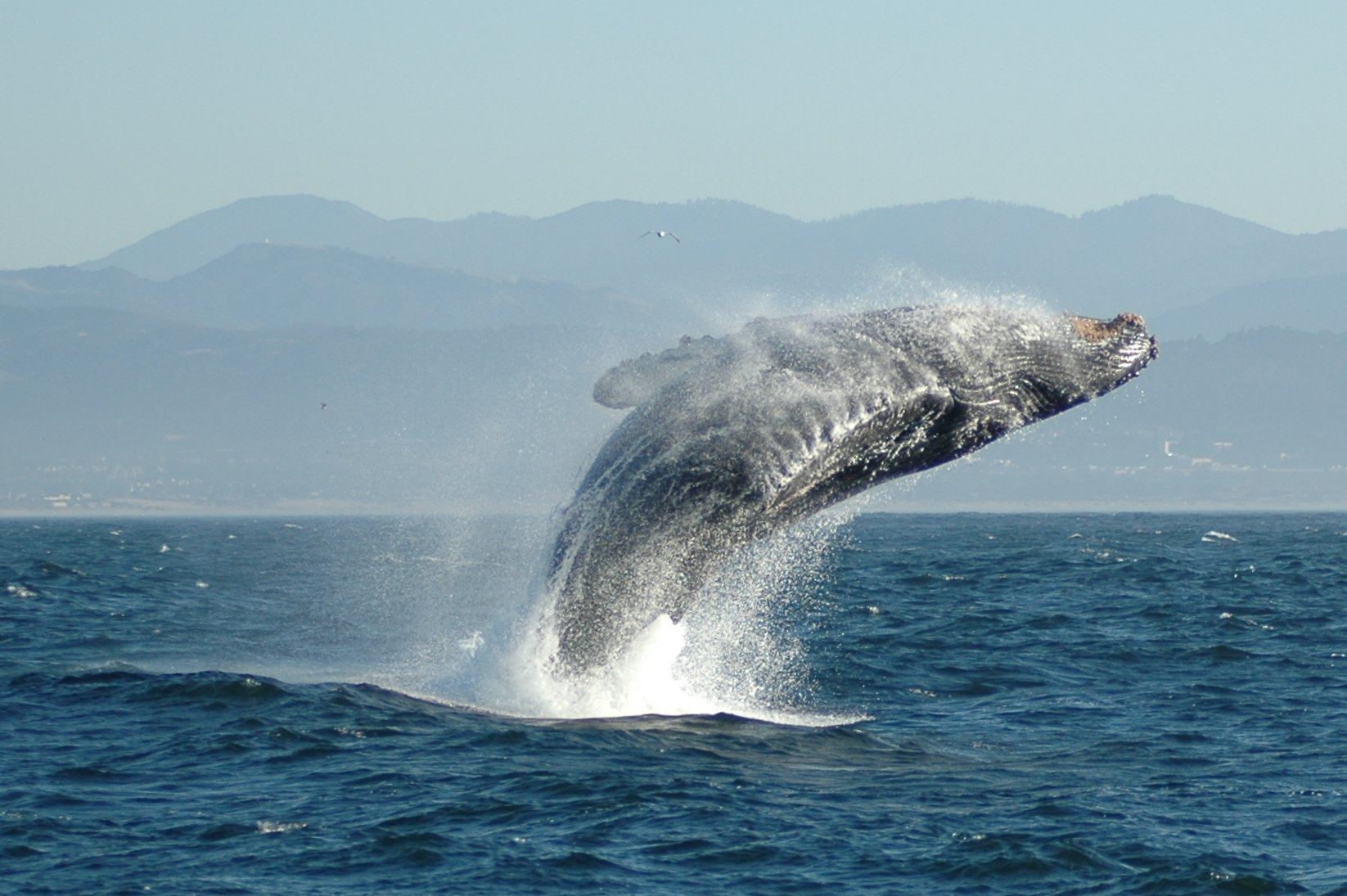
الحيتان تزور سواحل بورتسودان من وقت لآخر
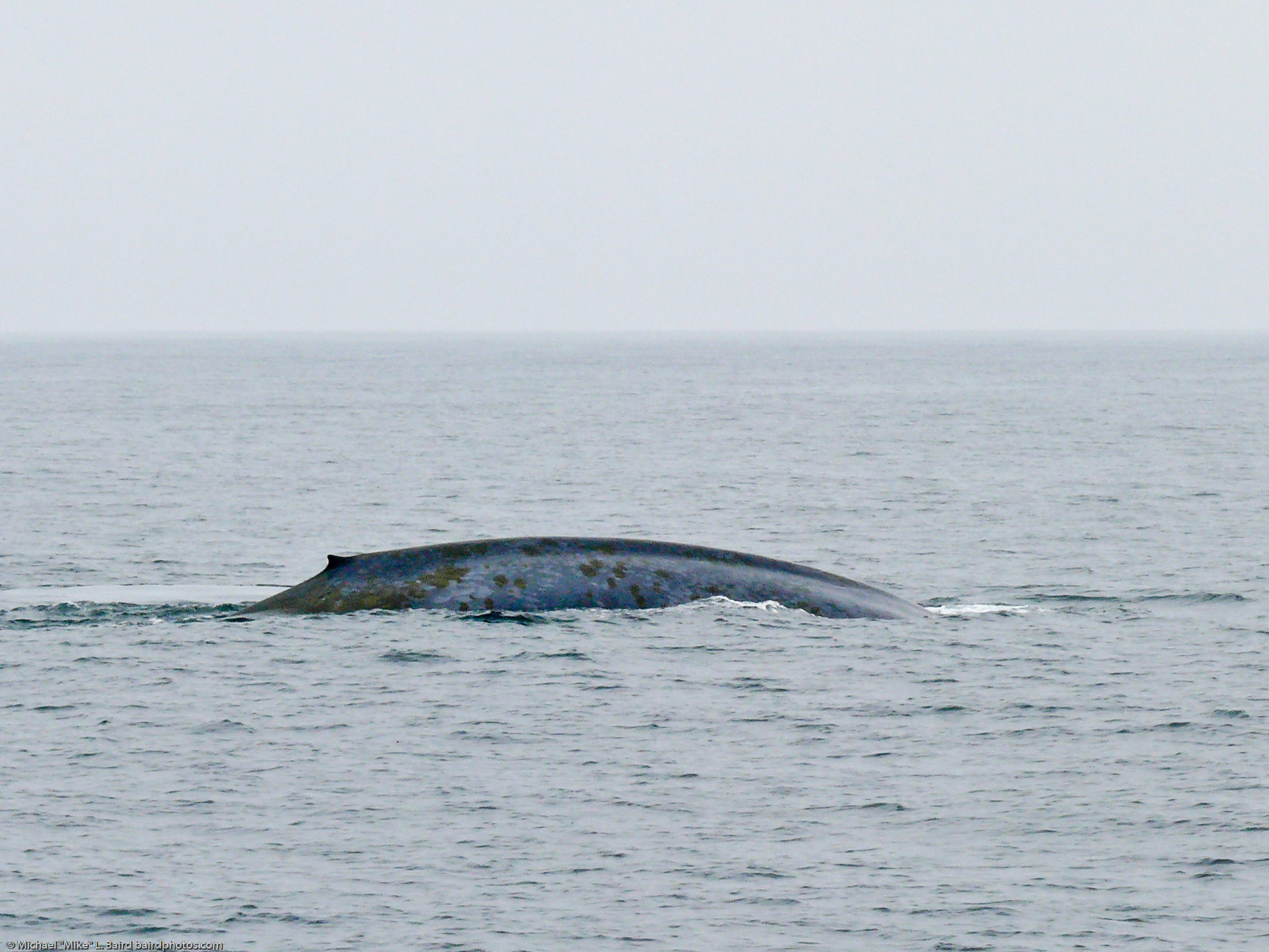
حوت أزرق
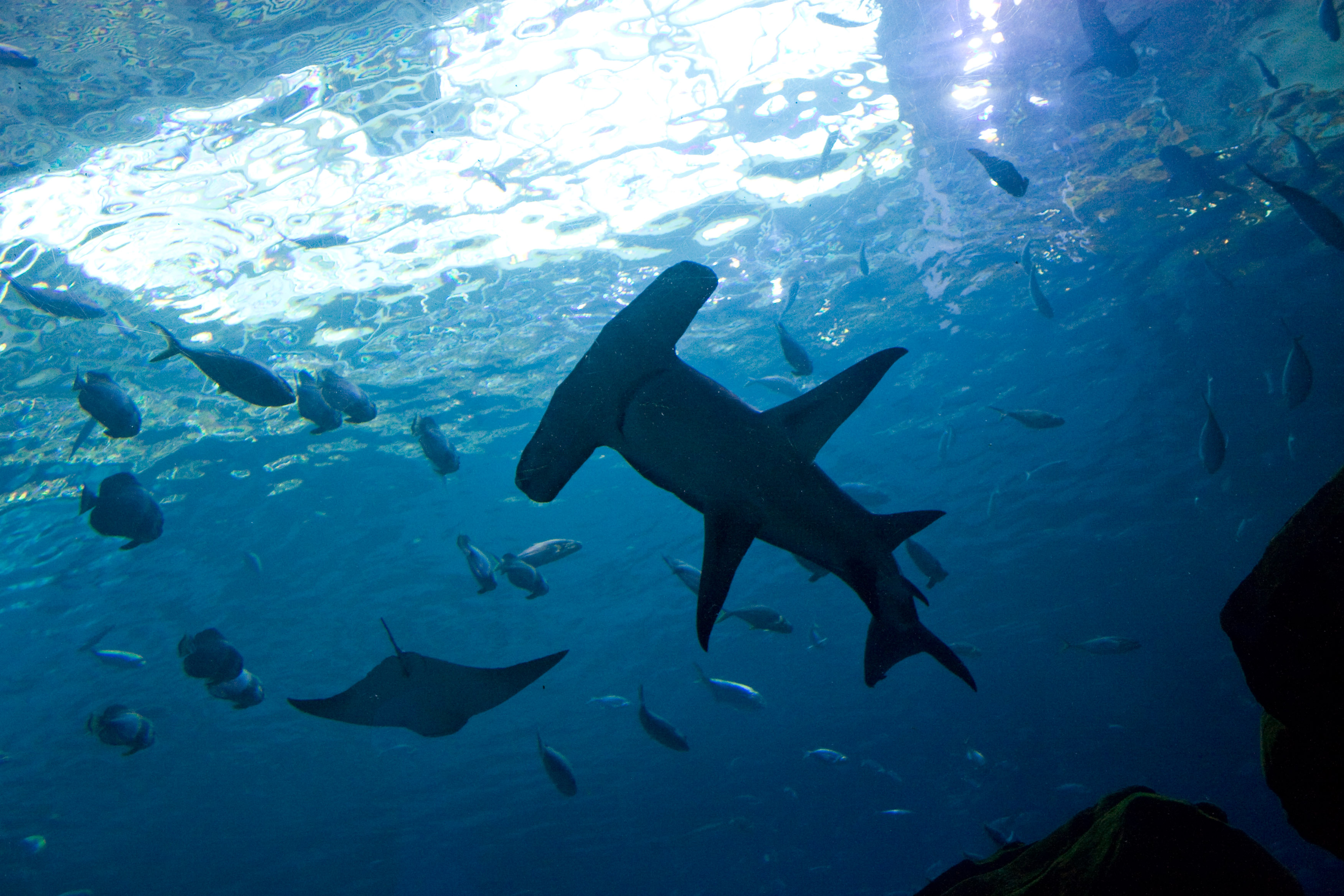
قرش أبو مطرقة العظيم
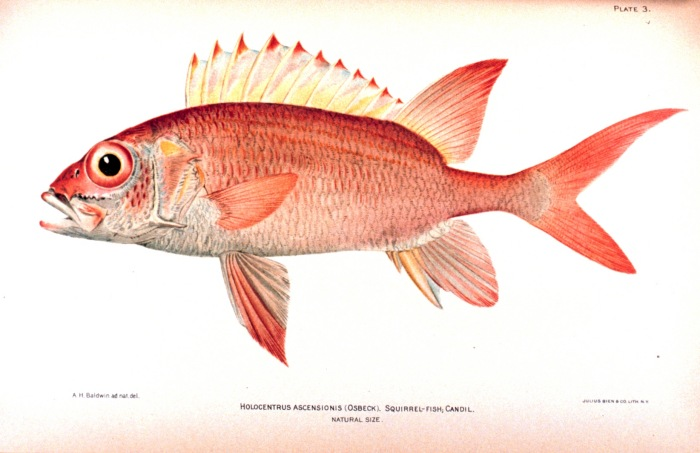
سمك سنجاب
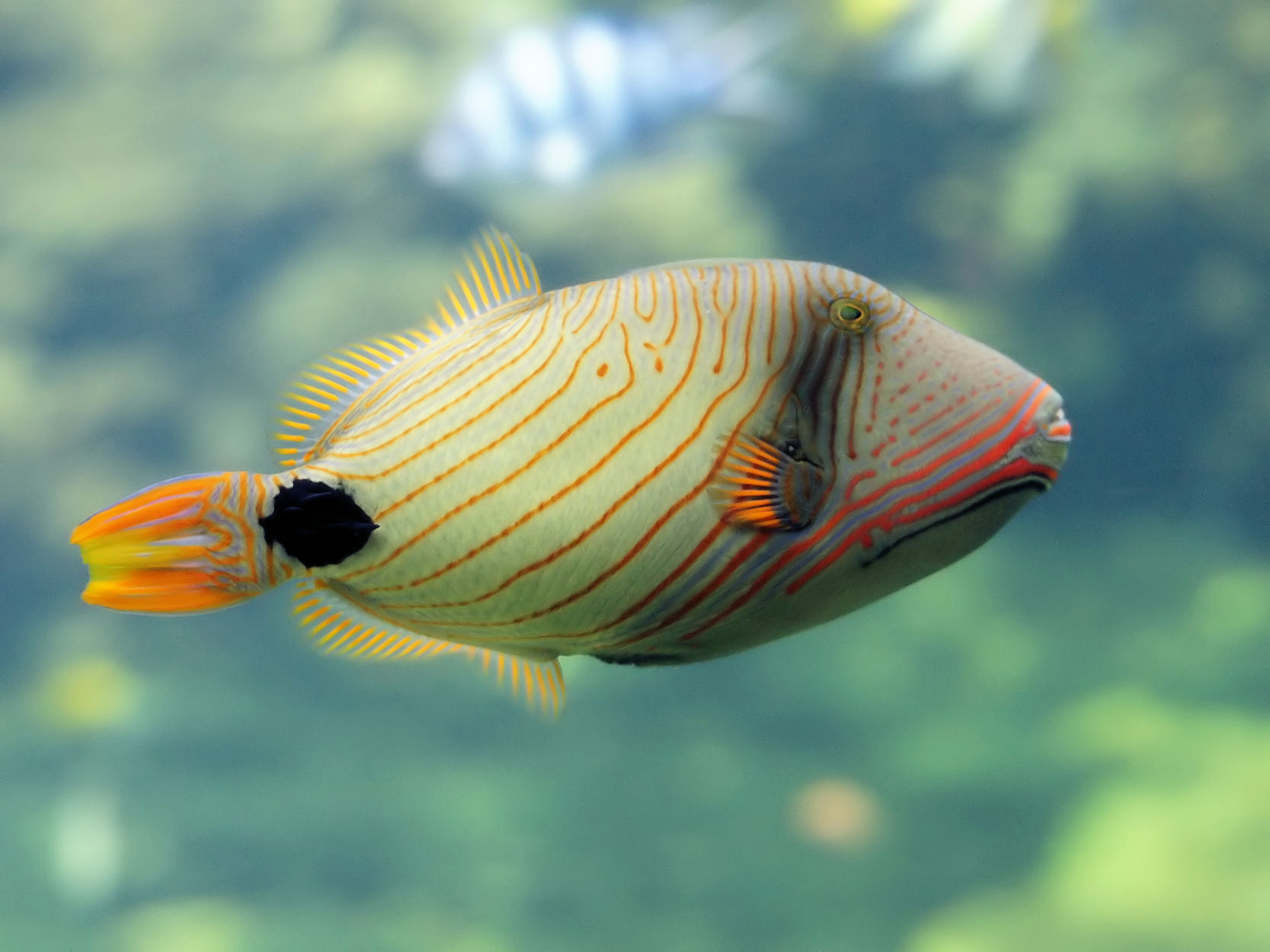
سمك الخطوط البرتقالية
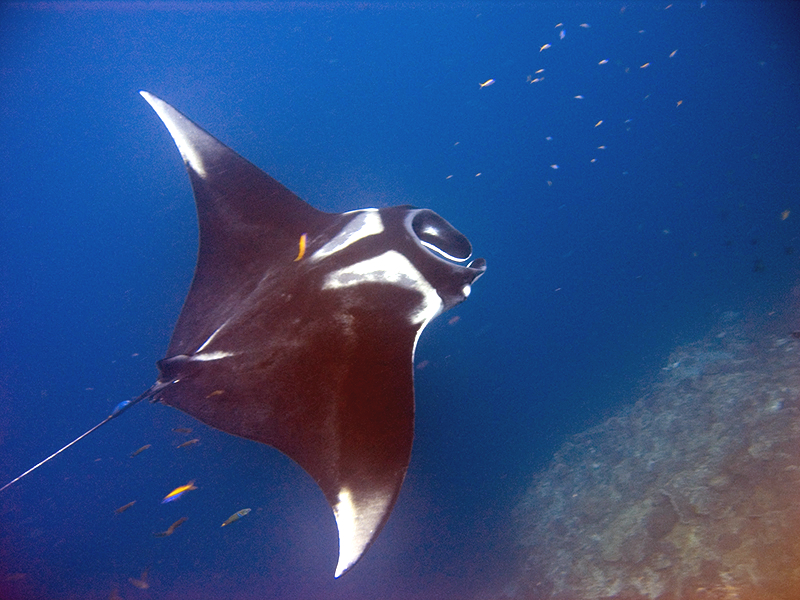
أسماك شيطان البحر
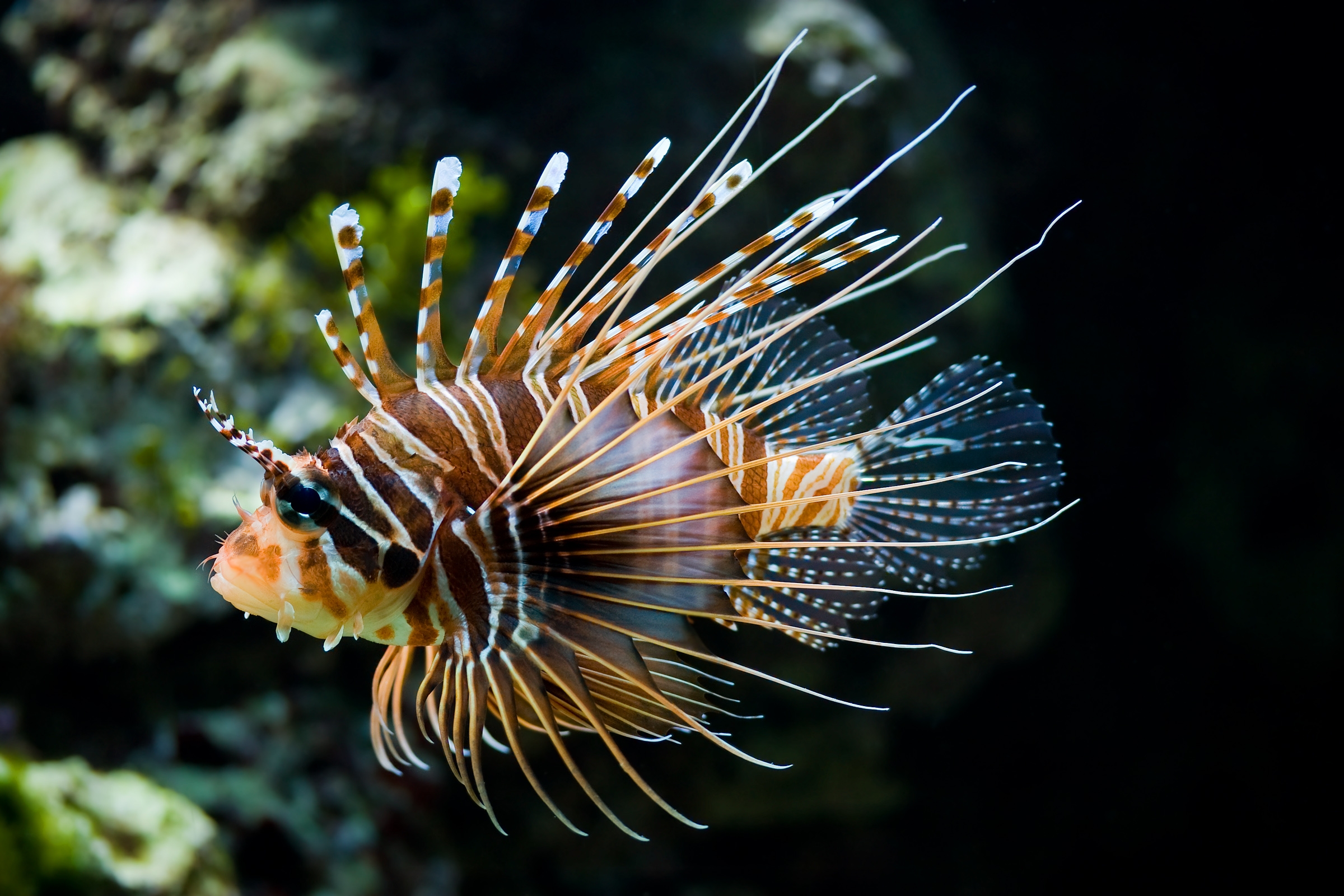
سمكة التنين
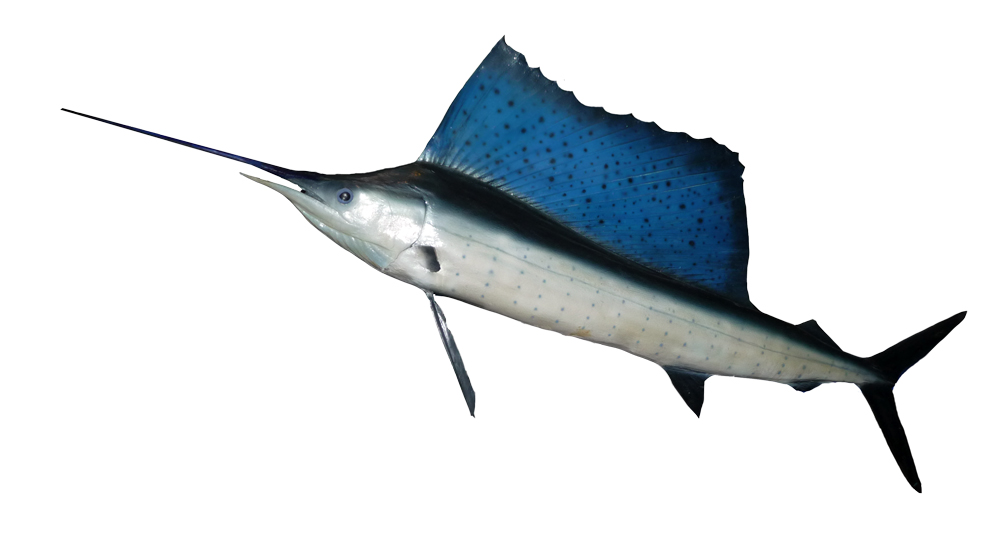
مرلين شراعي
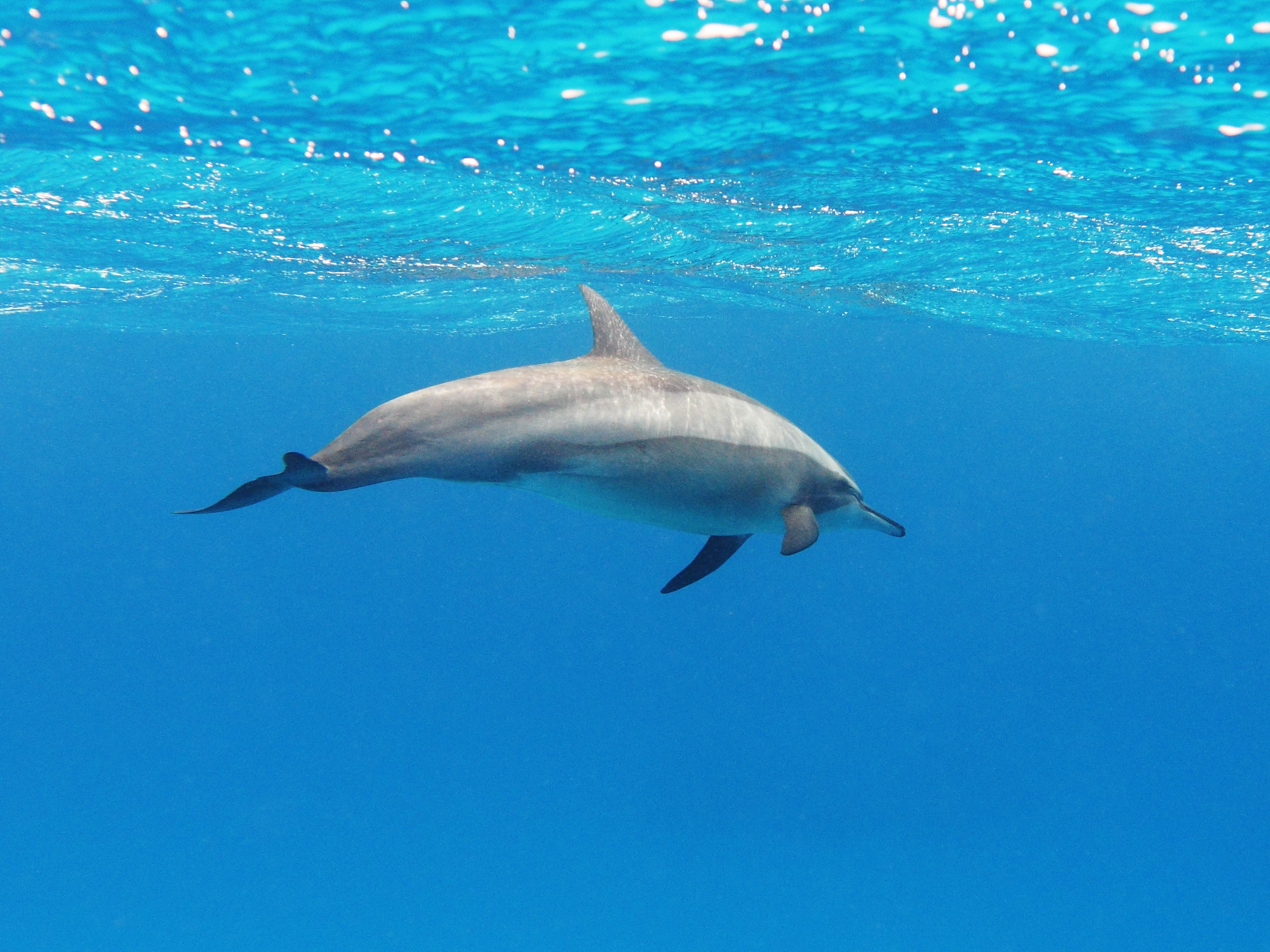
الدلفين الدوار

## التعليم
شهد التعليم في المدينة تطوراً كبيراً بإنشاء جامعة البحر الأحمر في عام 1994 م على إثر تقسيم جامعة الشرق إلى ثلاث جامعات مستقلة واحدة في كسلا وأخرى في القضارف والثالثة في بورتسودان باسم جامعة البحر الأحمر التي تخصصت في بداية نشأتها في علوم البحار ومصائد الأسماك والهندسة، إلا أنها أصبحت الآن تضم تسع كليات في مختلف التخصصات مثل الاقتصاد والعلوم الإدارية والتربية والطب والعلوم الإنسانية إلى جانب علوم البحار والمصائد ومعهد البحوث البحرية.
أدخلت ولاية البحر الأحمر نظام «الغذاء مقابل التعليم» كأول تجربة من نوعها في السودان وذلك لوضع حد لمشكلة العزوف عن الدراسة في المدارس النظامية في الولاية. ويتم بموجب هذا النظام توزيع مواد غذائية للطلاب والمعلمين وفق حصص شهرية متفاوتة ينال بمقتضاها تلميذ مرحلة الأساس (المدارس الابتدائية) كميات من زيت الطعام والسكر والذرة، وبن القهوة. أما بالنسبة لطلاب المدارس الثانوية فيتم منحهم دعما نقديا كل شهر إلى جانب بدل ملابس سنوي، ووفقاً لسلطات التعليم في الولاية فإن التجربة قد نجحت تماماً.
ومن المعروف بأن ببرنامج الغذاء العالمي يبني في سياساته مثل هذا النظام الذي يهدف إلى النهوض بالتعليم الأساسي عبر تقديم المعونة الغذائية في المناطق التي تعاني من انعدام الأمن الغذائي. يقدم الطعام المغذي والتعليم العون للأطفال الفقراء حتى يتمكنوا من الخروج من دائرة الفقر>
ووفقاً لدراسات قامت بها منظمة اليونسكو فإن برامج الغذاء مقابل التعليم تؤدي إلى تحقيق نتائج ملموسة بالنسبة للمجتمع. وأوضحت أبحاث أخرى بأن التغذية والتعليم هما أكثر الإستثمارات فعالية في الإقصادات المستقبلية. وإن عائدها كان مرتفعاً في حالات الرخاء التي أعقبت الحروب في عددا لا يحصى من البلدان التي طبقت النظام مثل فنلندا وألمانيا واليابان ، فهو نظام يضمن عدم توقف العملية التعليمية وأن الأجيال لن تضيع منها فرصة التعليم بسبب الأزمات.

## ديموغرافيا
تعتبر بورتسودان واحدة من المدن السودانية التي تتنوع فيها التركيبة السكانية، وبحكم وظيفتها كميناء رئيسي ومركز تجاري مهم في السودان وبوابة للبلاد استقبلت المدينة أعداداً كبيرة من السكان المنتمين إلى أصول مختلفة من خارج السودان، فإلى جانب السكان الأصليين البجا، والعرب ومن الهوسا وغيرهم من السودانيين، تستوطن بالمدينة مجموعات من غرب أفريقيا وإريتريا وإثيوبيا وبعض الآسيويين (لا سيما الهنود والصينيين) والأوروبيين.
| سنة           | عدد السكان |
| ------------- | ---------- |
| 1906          | 4,289      |
| 1941          | 26,255     |
| 1973          | 132,632    |
| 1983          | 209,938    |
| 1993          | 305,385    |
| 2007 (تقديرا) | 489,275    |
| 2008 (تقديرا) | 517,338    |

## التخطيط العمراني
تم بناء بورتسودان على أنماط معمارية حسبما يتطلبه دورها كميناء بحري وينسجم في الوقت نفسه مع ظروفها المناخية وأوضاعها الطوبغرافية. وتم تقسيمها إلى أجزاء حسب وظائف سكانها وأعمالهم إلى ثلاثة أقسام:
1. البر الشرقي الواقع على شاطئي الخليج والبحر الأحمر ويضم منشآت الميناء ومستودعاته وأحياء عماله كحي الأسكلة وغيرها من الأحياء الشعبية.
2. الوسط، ويضم الأحياء الراقية والسوق والسكة حديد.
3. البر الغربي، ويتكون من الأحياء المعروفة باسم الديوم (المفرد ديم) مثل ديم سواكن وديم جابر وديم موسى.

ويفصل وادي خور موج الموسمي بين الجزء الأوسط والبر الغربي.
وقد ظهرت في الآونة الأخيرة مخططات لمجمعات سكنية جديدة من الدرجة الأولى والثانية في الأطراف الشمالية والغربية والجنوبية من المدينة ومنها حي ترب هدل وحي الثورة.

## أحياء بورتسودان
يطلق على الحي في بورتسودان اسم الديم (صيغة الجمع: ديوم) والأحياء هي:
1. الديوم الجنوبية: وتشمل، ديم سواكن، وديم جابر، وديم موسى، ، والملاحة، وترانزيت وكوريا وحي المطار، وحي الشاطىء، وحي البوستة، حي الشجرة، والميرغنية، ودار النعيم، ودار السلام، والرياض، ومنطقة الجنائن، فلب، يثرب، عوج الدرب، الإنقاذ، غرب الزلط، الصداقة ،الأندلس ، الكسارة ، أسوتربة.
2. وسط المدينة: ويضم، أحياء السوق الكبير، ديم المدينة ( يوجد به استاد بورتسودان والساحة الشعبية ) وعدد من مساجد الطرق الصوفية اشهرها مسجد باشيخ، وديم عرب، حي التقدم، أونقواب، وديم سجن، وحي الأغاريق، وحي الجامعة (خور كلاب سابقاً)، وحي العظمة، ودبايوا   حي الإمتداد ،حي الأقمار وديم مايو، ســـــلالاب شرق وغرب، والوحدة، شقر، مدينة البشير السكنية، إشلاق الدفاع الجوي، الإسكندرية، الدوحة <اللالوبة>.
3. البر الشرقي: وتقع فيه، أحياء ديم النور ويعتبر مميز نبسة لموقعة المتوسط لعدة أحياء وغير ذلك قريب من معظم الأماكن السياحية وسوق واحد أجمل مكان والراكوبة تحديدا، حي العاملين ،والأسكلة، والقادسية، أم القرى، وأبو حشيش، والثورات، وهدل ( أيضا يعتبر سوق هدل معلم لايمكن تجاوزه ) ، ، وسلبونا يوجد بها أكبر سوق للسمك ( السقالة ) ، وديم التيجاني.

## الأنشطة الثقافية والإعلام
يتم في بورتسودان تنظيم مهرجان سنوي للتسوق، وتوجد بالمدينة إذاعة وتلفزيون ولاية البحر الأحمر كما تصدر فيها بضعة صحف أبرزها صحيفة بورتسودان مدينتي.

## أعلام بورتسودان

### السياسيين والإداريين وقادة المجتمع
- الطاهر محمد إبراهيم (المشهور) بحاج الطاهر من أوائل المقاولين بولاية البحر الأحمر وقد ساهم في بناء أول مبنى لهيئة المواني البحرية في خمسينيات القرن الماضي (1953 - 1990)
- د.بلية من السياسين والرعيل الأوائل المؤسس لمؤتمر البجا وقائد له.
- محمد أحمد النيل ، رئيس سابق للحزب الوطني الإتحادي ببورتسودان، من المؤسسين لمؤتمر البجا ، مؤسس ورئيس سابق للغرفة التجارية، نائب برلماني ، رئيس سابق للمجلس التشريعي في بورتسودان، ورئيس سابق لمؤتمر الخريجين في بورتسودان.
- حامد علي شاش، حاكم الإقليم الشرقي الاسبق
- هاشم بامكار عضو البرلمان القومي
- هاشم محمد سعد محمد قول عضو أول برلمان بعد الاستقلال السودان عن دائرة البحر الأحمر

### من الأدباء
- الشاعر حسين بازرعة

الروائي العالمي الطيب صالح حيث هاجرت أسرته من الولاية الشمالية وتلقى تعليمه الأوسط في بورتسودان
الروائي حامد الناظر.

### من الفنانين
- الفنان المطرب عبد الكريم الكابلي
- الفنان المطرب مصطفى سيد أحمد حيث درس المرحلة الثانوية في بورتسودان وبدأ فيها أولى خطواته في المسرح المدرسي
- الفنان المطرب حيدر بورتسودان
- الفنان التشكيلي أبو الحسن مدني
- الموسيقار محمد عبدالله محمدية
- المطرب إدريس أمير
- المطرب عادل مسلم
- الفنان سيد احمد صالح
- الفنان البجاوي محمد البدري
- الفنان البجاوي سيدي دوشكا
- الفنان ياسين خضر
- الفنان المسرحي محمد شيلا

- ومن الخطاطين:
- يوسف ( أبو علي )
- محمد حسبن ( عنان )
- فتحي عبد الرازق ( فتحي ع )

ومن الرياضيين:
الخبير عبدالعزيز سليمان 
الخبير محمد الحسن حسون
- لاعب كرة القدم الطاهر حسيب

لاعب كرة القدم أسامة الثغر 
لاعب كرة القدم عبدالرحمن كبري
لاعب كرة القدم عبد الله أوهاج
ومن الإذاعيين:
- الإذاعي محمد جمال الدين
- الشيخ عثمان غلاتي

ومن الفقهاء:
- الشيخ أبو طاهر محمود السواكني

ومن رجال الأعمال البارزين على مستوى القطر:
- باعبود
- محمد السيد البربري
- العشي
- إبراهيم الطيب عبد السلام

سليمان كير (والذي كان رئيساً لنادي هلال بورتسودان حتى وفاته)
محمد عبدربه
- طه كركر رئيس اتحاد اصحاب العمل.
- الشيخ طه محمد سعد محمد قول

رئيس الغرفة التجارية ورئيس المجلس البلدي ببورتسودان

## معرض صور

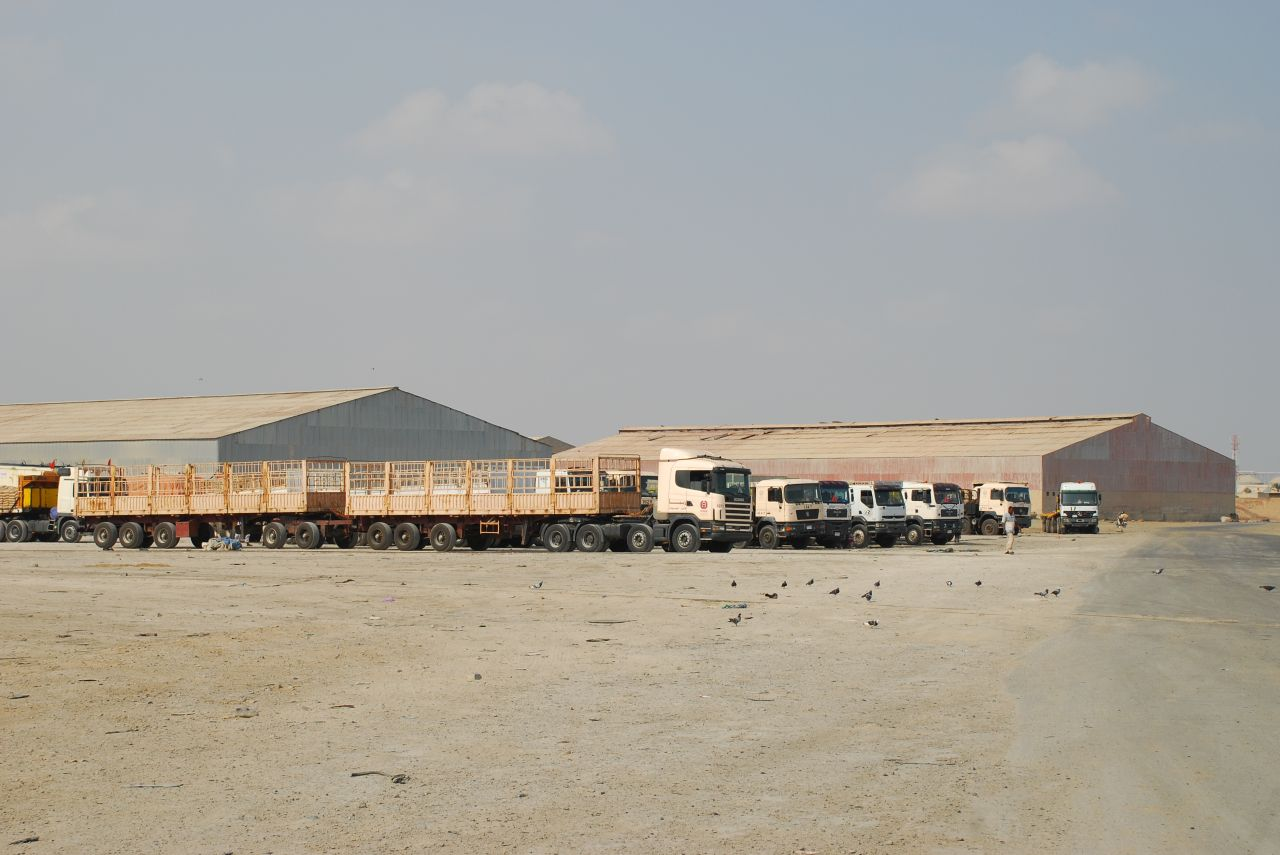
مستودعات الشاحنات بور سودان
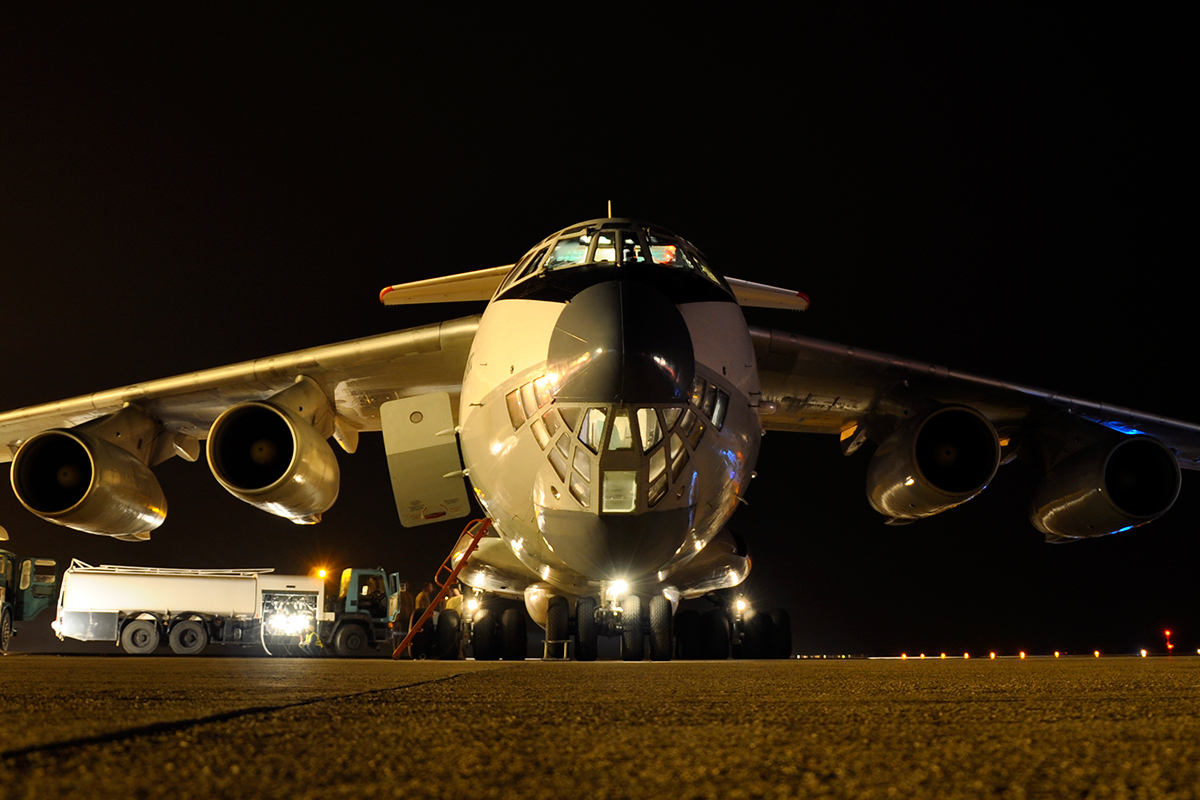
شركة بدر للطيران طائرة اليوشن ايل 76TD بمطار بورتسودان
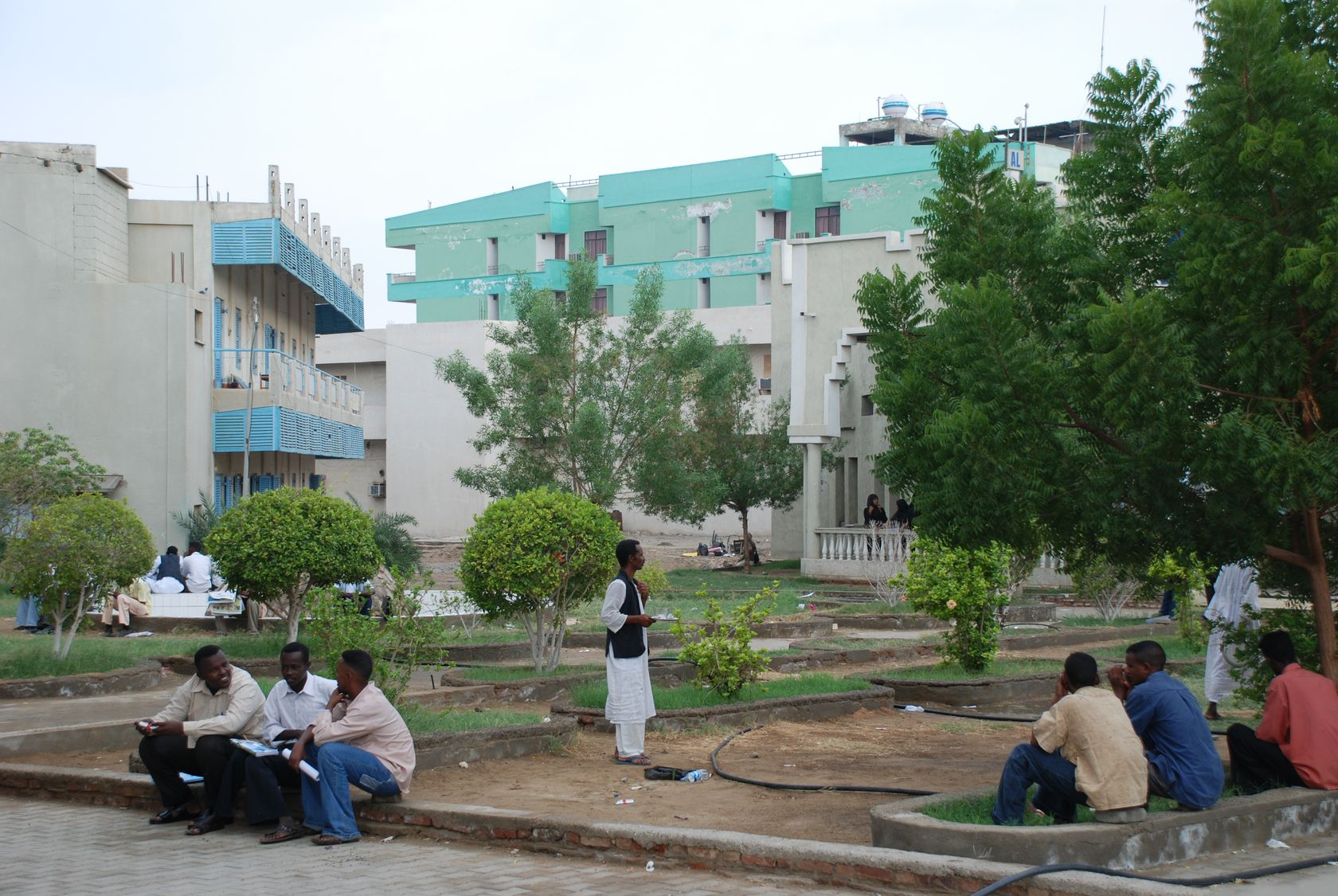
جامعة بورتسودان
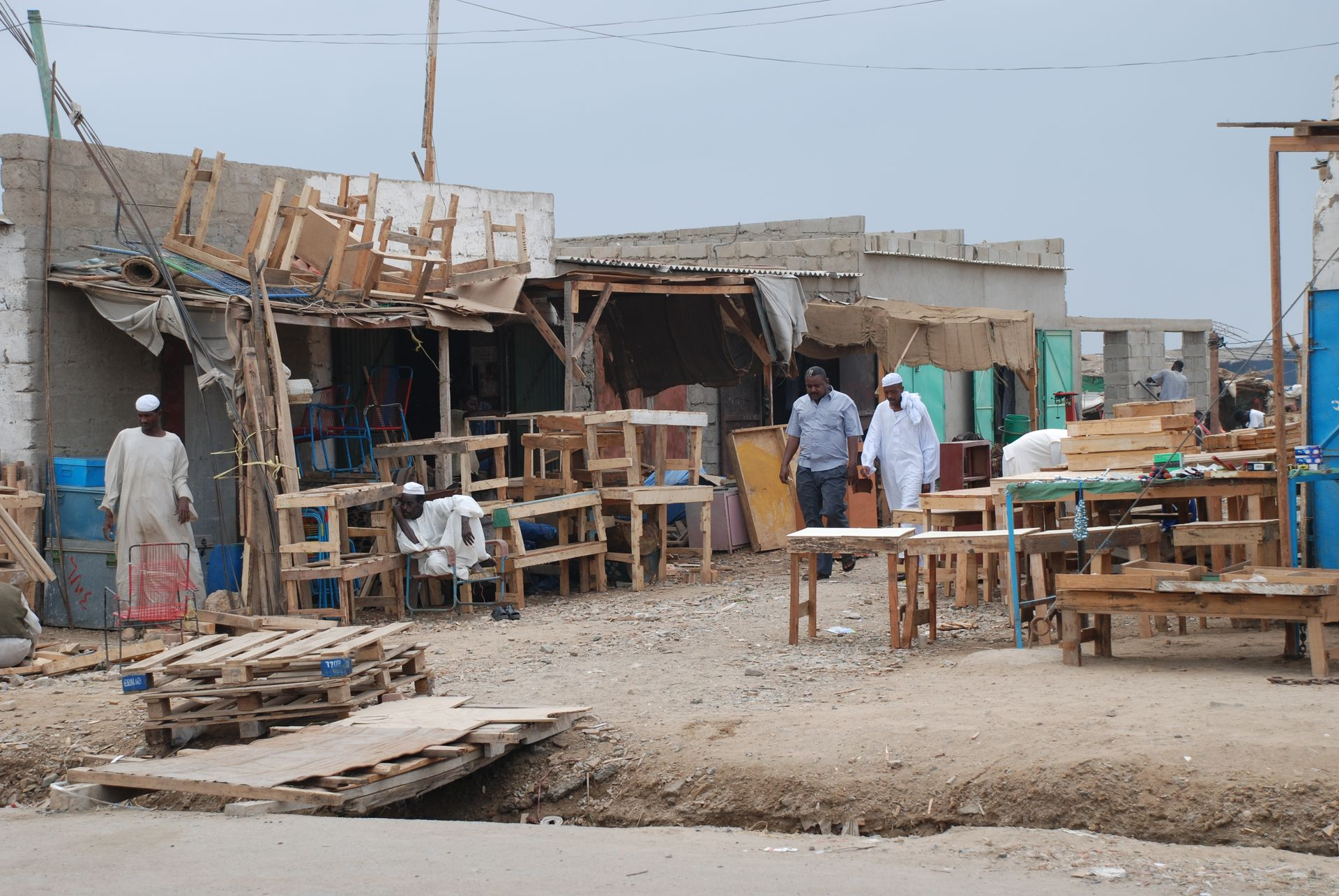
حي ديم عرب
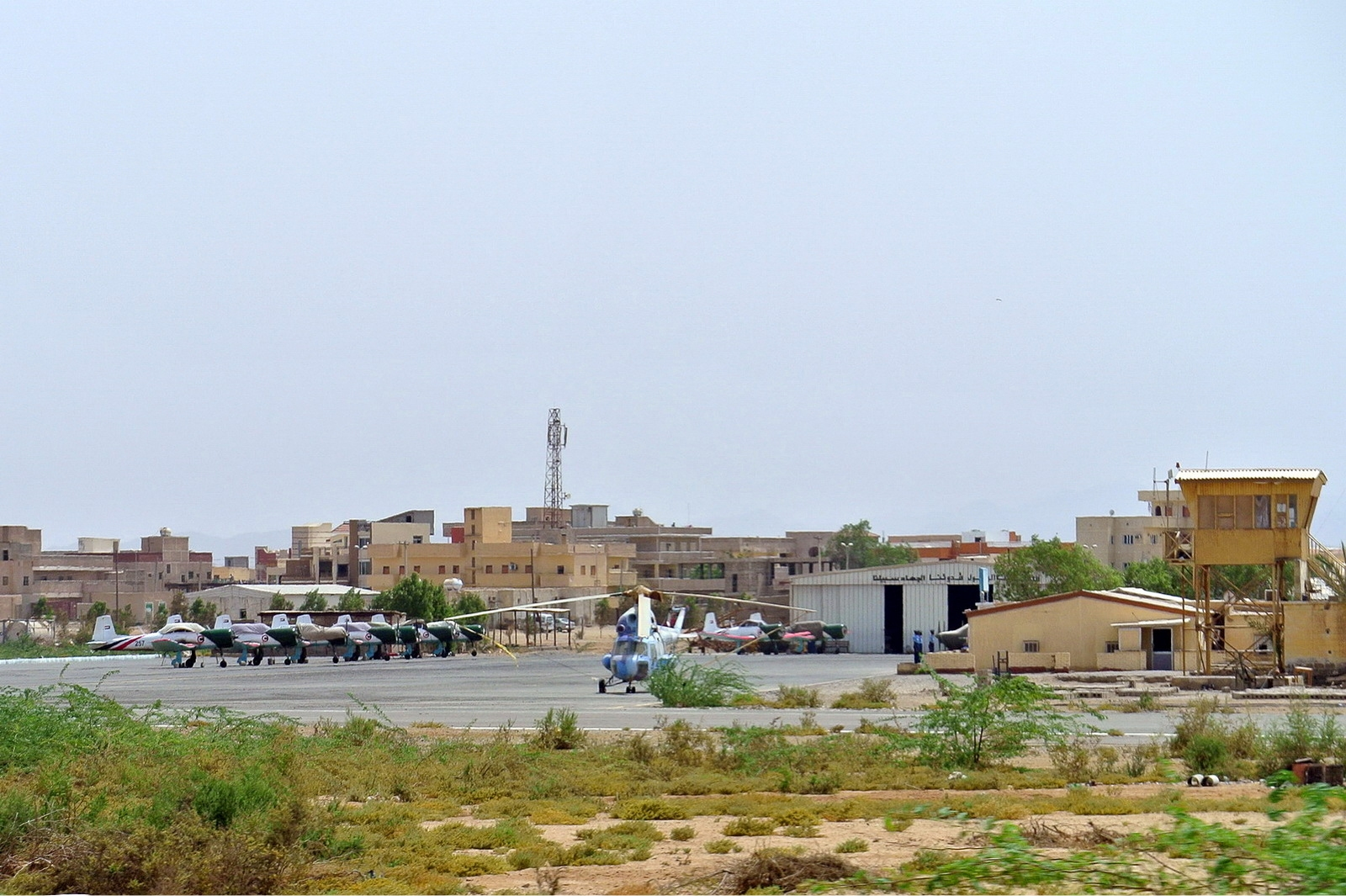
صورة لمنطقة مطار بورتسودان

## مدن توأمة
| - مدينة ألميرا، هولندا - مدينة جيبوتي، جيبوتي - مدينة كينغاداو، الصين - آلبورغ، الدنمارك - دميتروف، روسيا | - ياروسلافل، روسيا - كوماسي، غانا - لانكاستر، المملكة المتحدة - ريندزبرغ، ألمانيا - تاينان، تايوان (ليست رسميا) |